# The Masked Singer (Royaume-Uni)
The Masked Singer est une émission de télévision dédiée à la compétition de chant de type télé crochet. La première saison de l'émission au Royaume-Uni est diffusée sur STV le 4 janvier 2020. Elle est basée sur le format sud-coréen King of Mask Singer. L'émission est animée par Joel Dommett et présente des célébrités chantant dans un costume et un masque dissimulant leur identité aux concurrents, aux panélistes et au public.

## Format
Douze célébrités apparaîtront et participeront à la série sur plusieurs épisodes. Certains épisodes se basent sur une série de duels et d'autres verront l'intégralité des concurrents s'affronter. Le public et les juges votent pour savoir quel candidat est le meilleur, et le candidat ayant obtenu le moins de voix est éliminé et révèle son identité en retirant son masque. De petits indices révélant leur identité sont donnés aux téléspectateurs tout au long de la compétition.
Le jeu est adapté du format de Corée du Sud, exporté dans le monde entier.

## Casting
Animation
- Joel Dommett, comédien (depuis la saison 1)

Juges
- Ken Jeong, humoriste, comédien et médecin (saison 1)
- Davina McCall, animatrice de télévision (depuis la saison 1)
- Rita Ora, chanteuse (saisons 1 à 5)
- Jonathan Ross, comédien et animateur (depuis la saison 1)
- Mo Gilligan, comédien (depuis la saison 2)
- Maya Jama, animatrice (depuis la saison 6)

## Liste des épisodes
| Saison | Nombre de  | Nombre de | Durée                              | Finalistes                                 | Finalistes                            | Finalistes                           | Animateur    | Juges       | Juges         | Juges     | Juges         | Juges invités                                                                                    |
| Saison | Célébrités | Semaines  | Durée                              | Vainqueur                                  | Deuxième                              | Troisième                            | Animateur    | Juges       | Juges         | Juges     | Juges         | Juges invités                                                                                    |
| ------ | ---------- | --------- | ---------------------------------- | ------------------------------------------ | ------------------------------------- | ------------------------------------ | ------------ | ----------- | ------------- | --------- | ------------- | ------------------------------------------------------------------------------------------------ |
| 1      | 12         | 8         | 4 janvier 2020 – 15 février 2020   | Nicola Roberts était la Reine des abeilles | Jason Manford était le Hérisson       | Katherine Jenkins était la Pieuvre   | Joel Dommett | Ken Jeong   | Davina McCall | Rita Ora  | Jonathan Ross | Donny Osmond Kelly Osbourne Sharon Osbourne                                                      |
| 2      | 12         | 8         | 26 décembre 2020 – 13 février 2021 | Joss Stone était la Saucisse               | Ne-Yo était le Blaireau               | Aston Merrygold était le Rouge-gorge | Joel Dommett | Mo Gilligan | Davina McCall | Rita Ora  | Jonathan Ross | Alan Carr Matt Lucas Nicola Roberts                                                              |
| 3      | 12         | 8         | 1er janvier 2022 – 12 février 2022 | Natalie Imbruglia était le Panda           | Charlotte Church était le Champignon  | Mark Feehily était le Lapin-robot    | Joel Dommett | Mo Gilligan | Davina McCall | Rita Ora  | Jonathan Ross | Olly Alexander Joan Collins Joss Stone                                                           |
| 4      | 12         | 8         | 1er janvier 2023 – 18 février 2023 | Charlie Simpson était le Rhinocéros        | Ricky Wilson était le Phénix          | Natalie Appleton était le Faon       | Joel Dommett | Mo Gilligan | Davina McCall | Rita Ora  | Jonathan Ross | Stephen Mulhern Peter Crouch Lee Mack                                                            |
| 5      | 12         | 8         | 30 décembre 2023 – 17 février 2024 | Danny Jones était le Piranha               | Alex Brooker était Bigfoot            | Lemar était le Criquet               | Joel Dommett | Mo Gilligan | Davina McCall | Rita Ora  | Jonathan Ross | Charlie Simpson Olly Murs Jennifer Saunders Ellie Goulding Lenny Henry Lorraine Kelly Rob Brydon |
| 6      | 12         | 8         | 4 janvier 2025 – 15 février 2025   | Samantha Barks était le Poisson-globe      | Gregory Porter était le Crabe habillé | Marti Pellow était le Loup           | Joel Dommett | Mo Gilligan | Davina McCall | Maya Jama | Jonathan Ross | Sir Mo Farah Vicky McClure Suranne Jones Tom Daley Richard E. Grant Danny Jones                  |

## Candidats
Légendes

### Saison 1
| Reine des abeilles | Nicola Roberts    | Chanteuse, membre du groupe Girls Aloud                 |  |  |  |  |  |  |  |  |  |  |  |  |  |  |  |  |
| Hérisson           | Jason Manford     | Acteur, chanteur et animateur de télévision et de radio |  |  |  |  |  |  |  |  |  |  |  |  |  |  |  |  |
| Pieuvre            | Katherine Jenkins | Chanteuse mezzo-soprano                                 |  |  |  |  |  |  |  |  |  |  |  |  |  |  |  |  |
| Monstre            | Cee Lo Green      | Auteur-compositeur et rappeur, membre de Gnarls Barkley |  |  |  |  |  |  |  |  |  |  |  |  |  |  |  |  |
| Renard             | Denise Van Outen  | Actrice, chanteuse et animatrice de télévision          |  |  |  |  |  |  |  |  |  |  |  |  |  |  |  |  |
| Licorne            | Jake Shears       | Chanteur, leader du groupe Scissor Sisters              |  |  |  |  |  |  |  |  |  |  |  |  |  |  |  |  |
| Canard             | Skin              | Chanteuse, leader du groupe Skunk Anansie               |  |  |  |  |  |  |  |  |  |  |  |  |  |  |  |  |
| Pâquerette         | Kelis             | Chanteuse                                               |  |  |  |  |  |  |  |  |  |  |  |  |  |  |  |  |
| Arbre              | Teddy Sheringham  | Ancien footballeur international                        |  |  |  |  |  |  |  |  |  |  |  |  |  |  |  |  |
| Caméléon           | Justin Hawkins    | Chanteur, leader du groupe The Darkness                 |  |  |  |  |  |  |  |  |  |  |  |  |  |  |  |  |
| Pharaon            | Alan Johnson      | Ancien homme politique travailliste                     |  |  |  |  |  |  |  |  |  |  |  |  |  |  |  |  |
| Papillon           | Patsy Palmer      | DJ et actrice dont EastEnders                           |  |  |  |  |  |  |  |  |  |  |  |  |  |  |  |  |

Célébrités de la saison 1
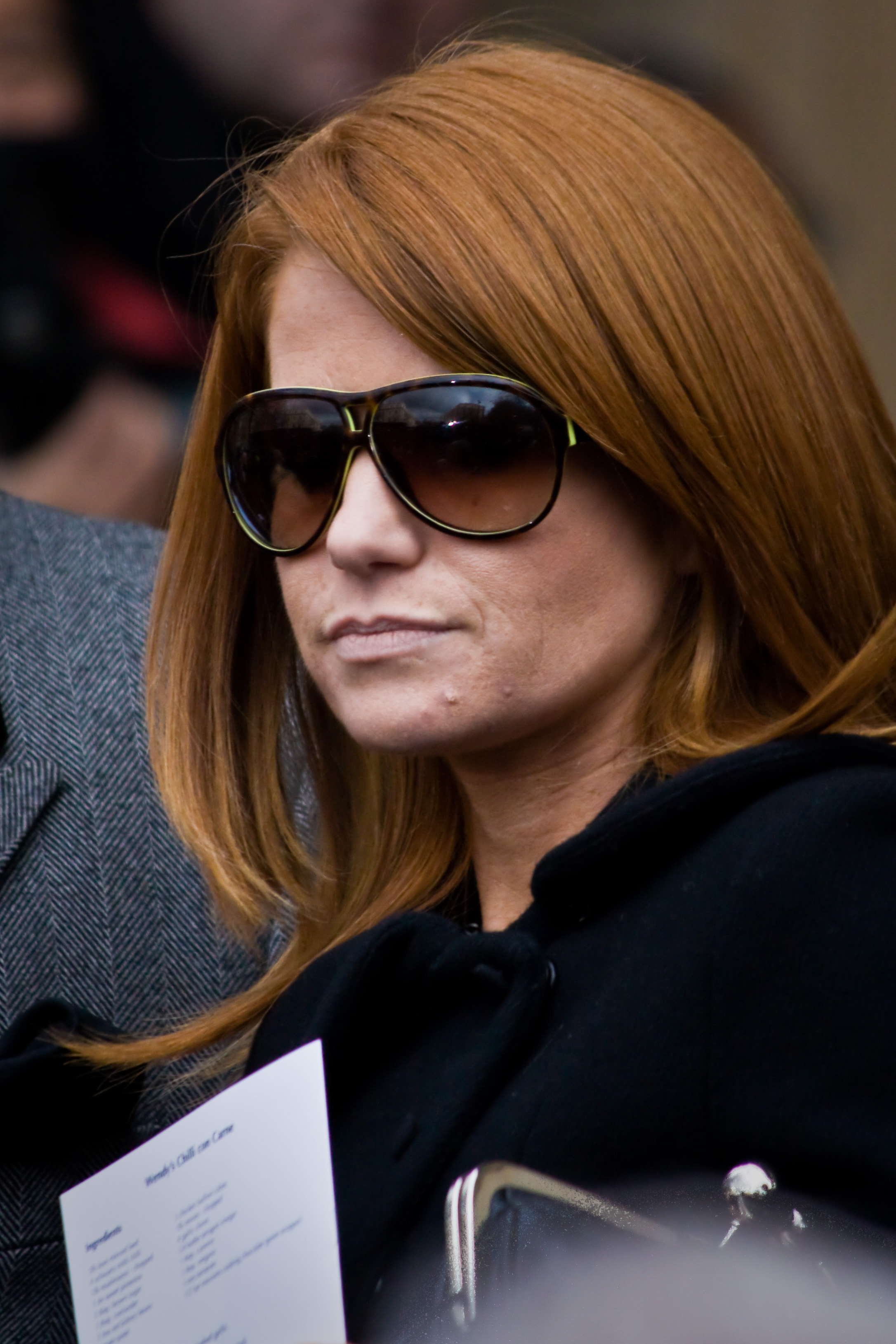
Patsy Palmer
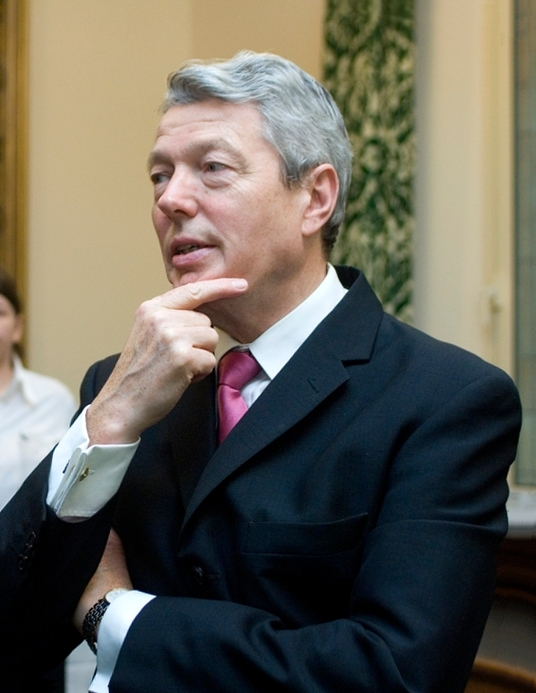
Alan Johnson
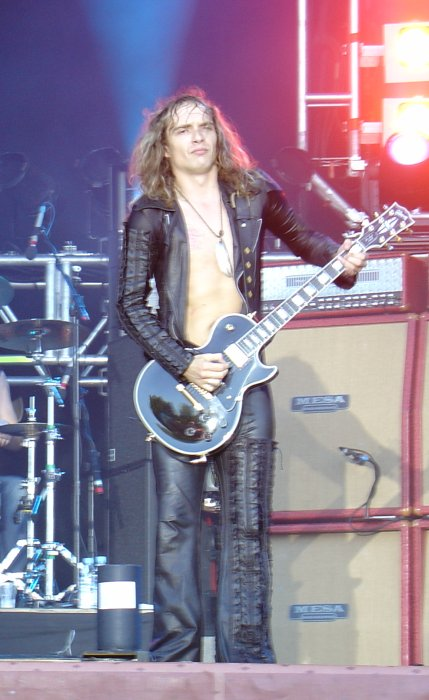
Justin Hawkins
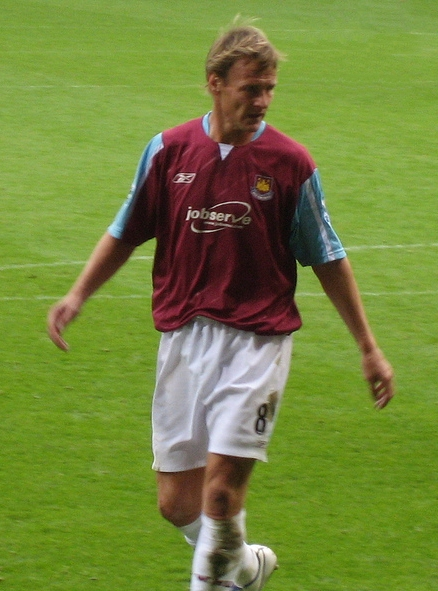
Teddy Sheringham
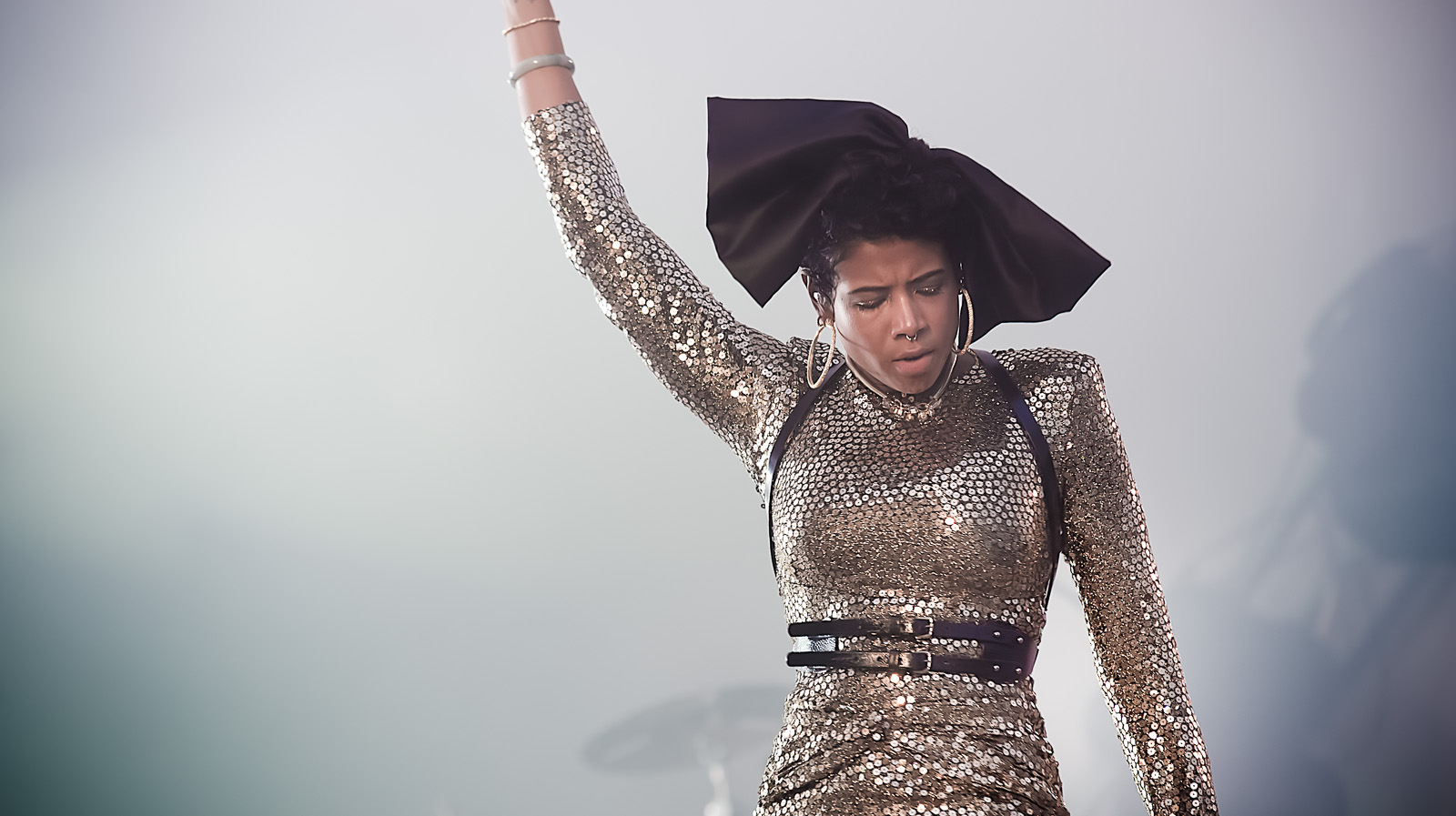
Kelis
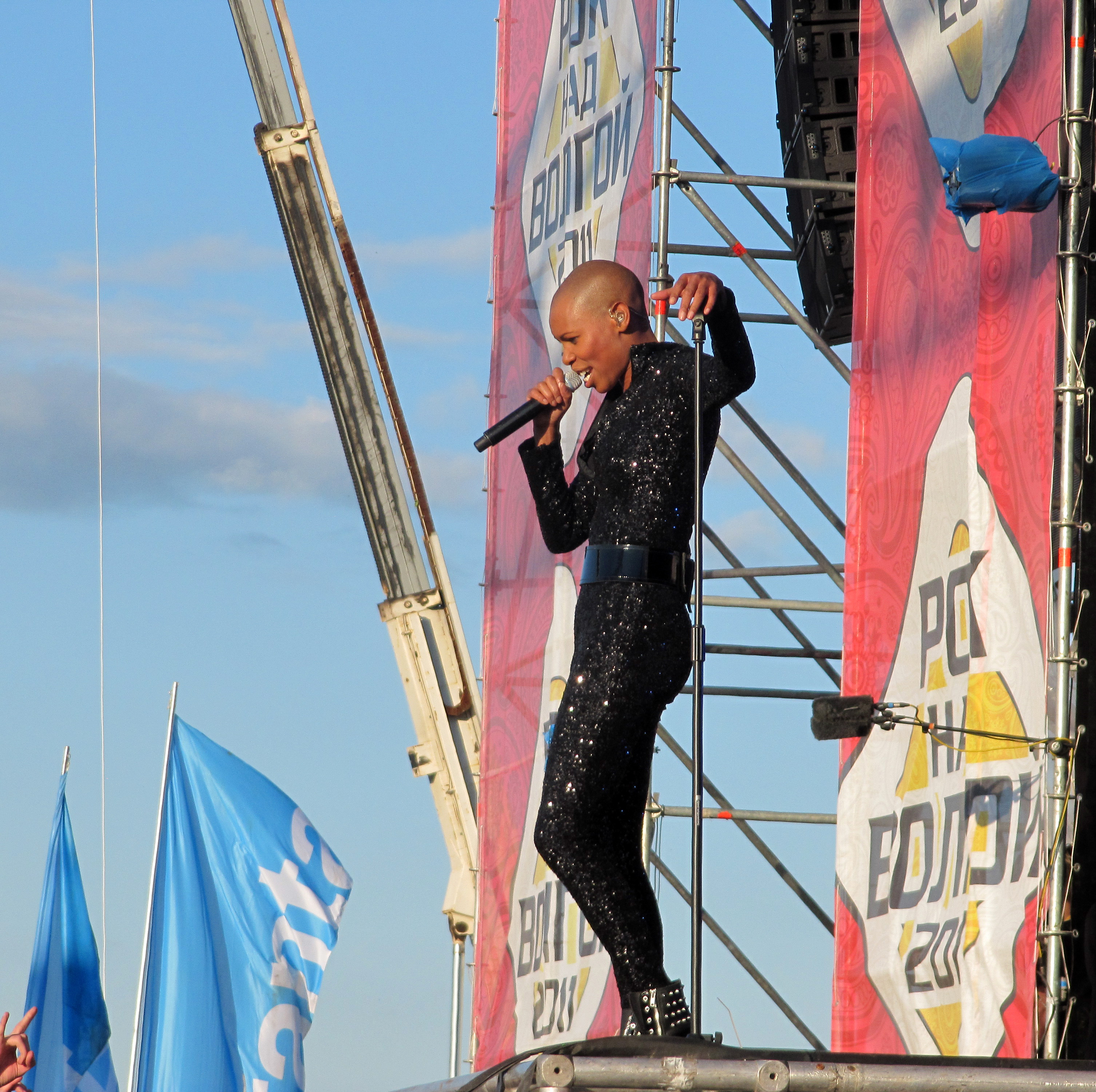
Skin
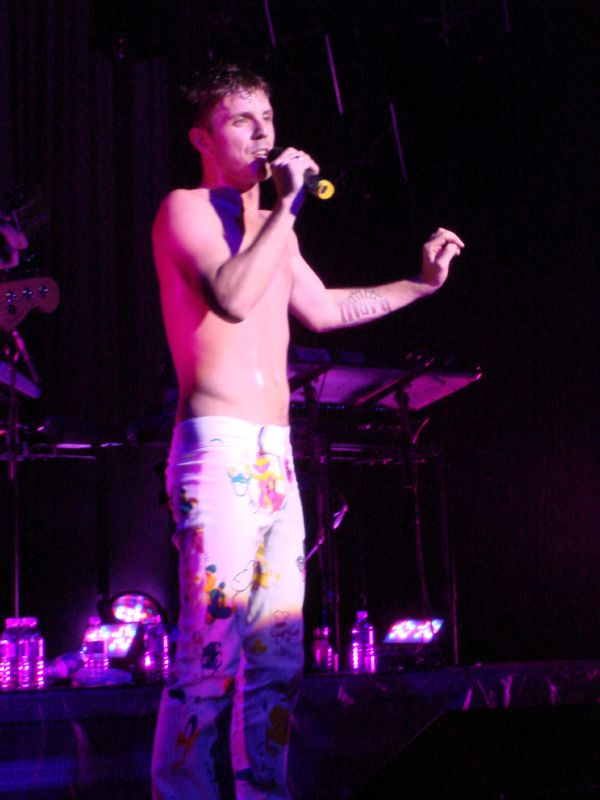
Jake Shears
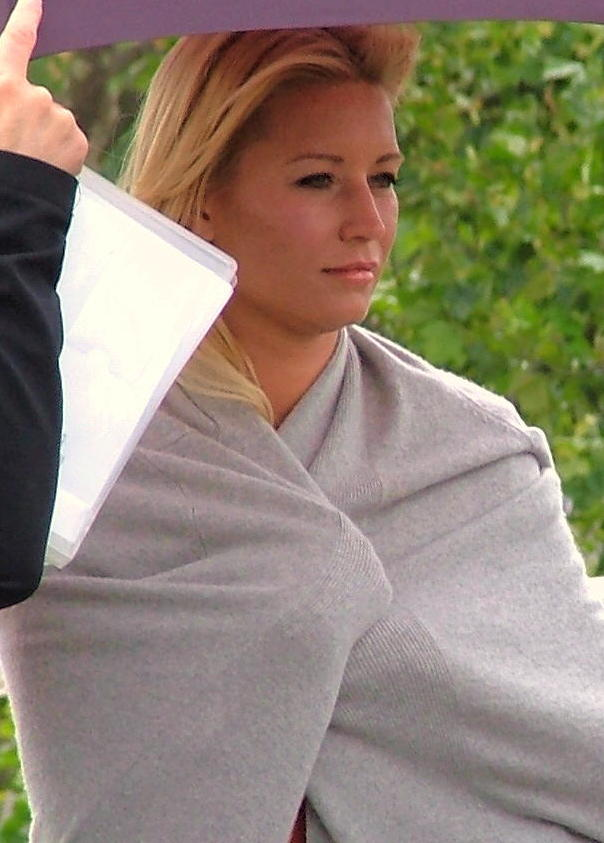
Denise van Outen
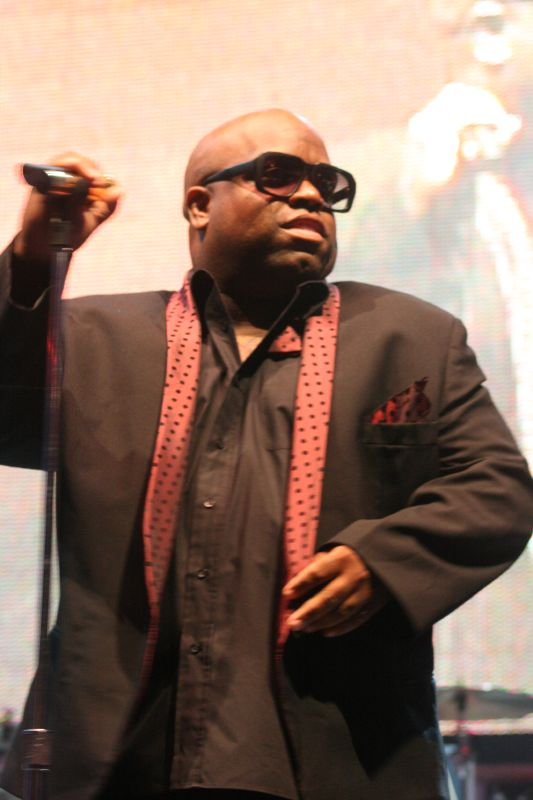
Cee Lo Green
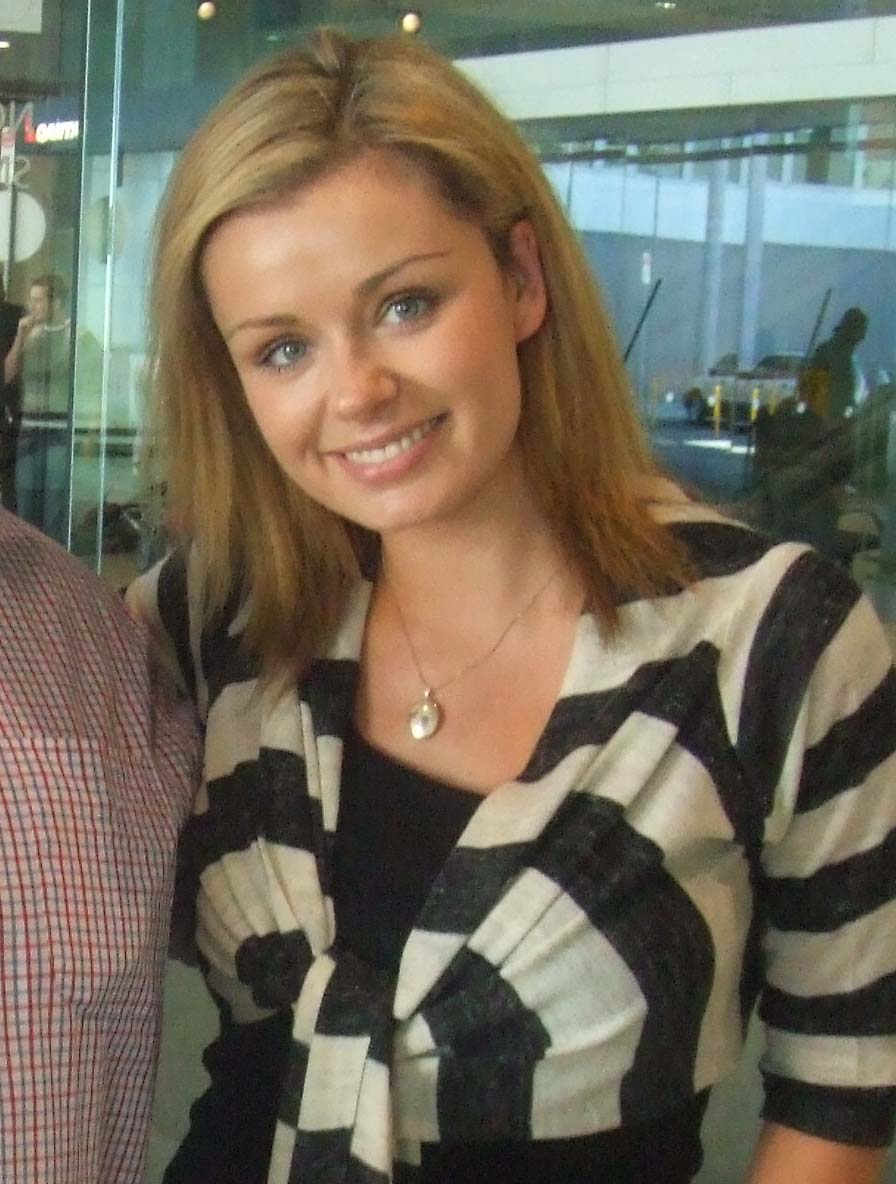
Katherine Jenkins
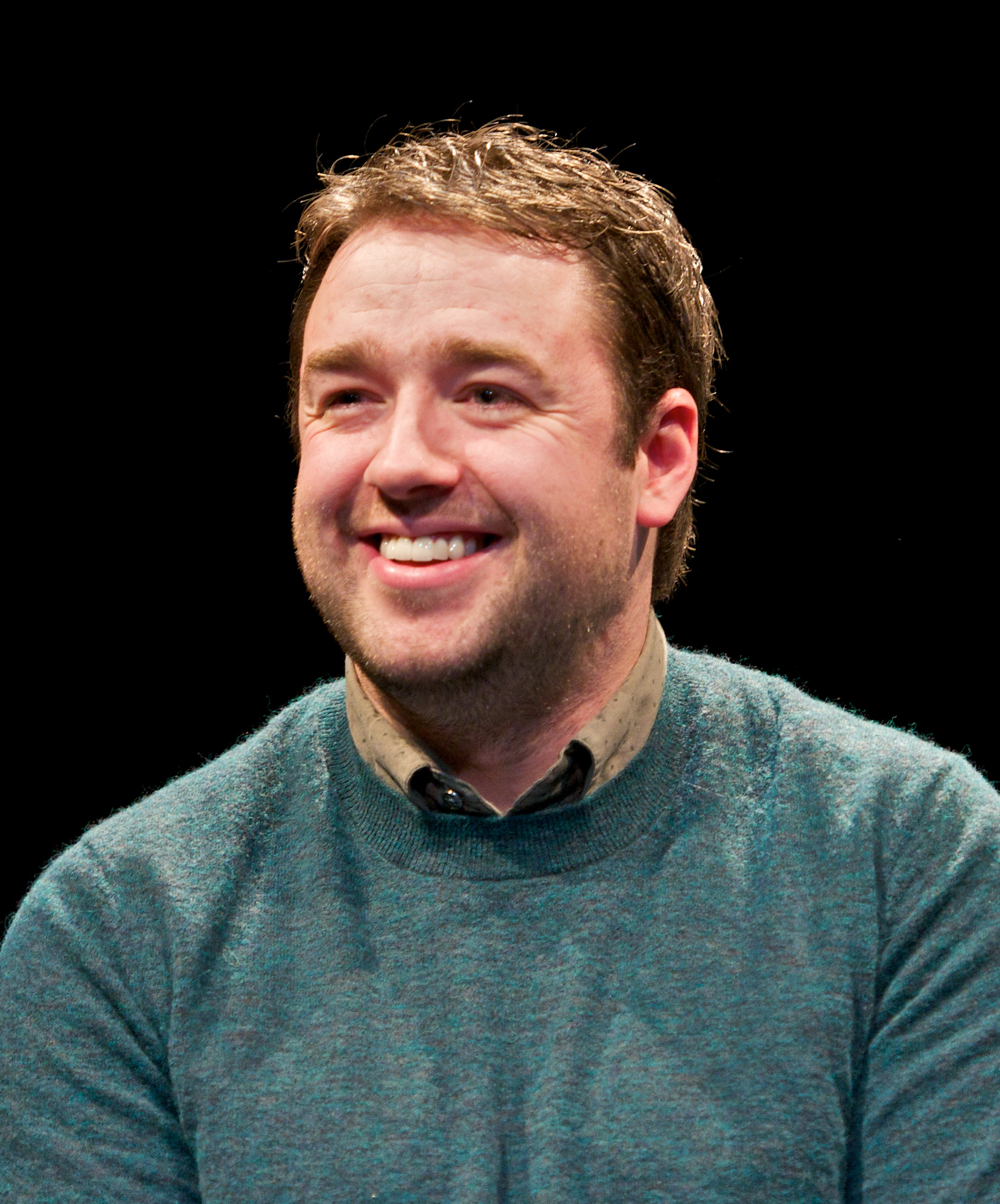
Jason Manford
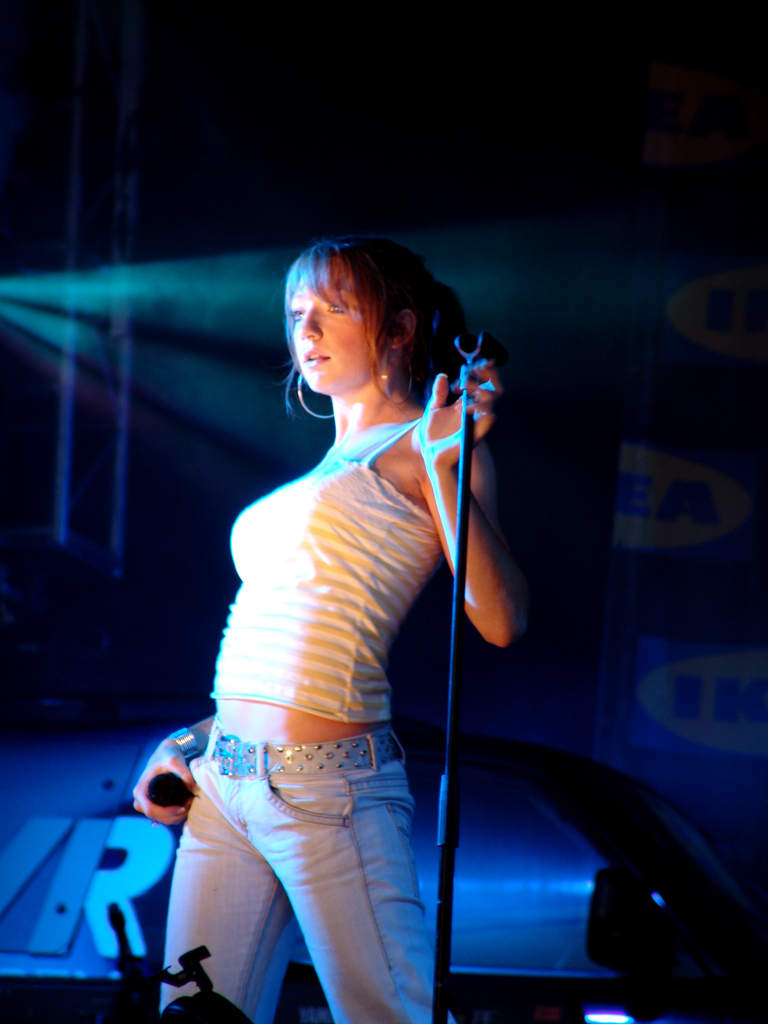
Nicola Roberts

### Saison 2
| Saucisse           | Joss Stone          | Chanteuse et actrice                |  |  |  |  |  |  |  |  |  |  |  |  |  |  |  |  |
| Blaireau           | Ne-Yo               | Chanteur                            |  |  |  |  |  |  |  |  |  |  |  |  |  |  |  |  |
| Rouge-gorge        | Aston Merrygold     | Chanteur, membre du groupe JLS      |  |  |  |  |  |  |  |  |  |  |  |  |  |  |  |  |
| Arlequin           | Gabrielle           | Chanteuse                           |  |  |  |  |  |  |  |  |  |  |  |  |  |  |  |  |
| Dragon             | Sue Perkins         | Actrice et animatrice de télévision |  |  |  |  |  |  |  |  |  |  |  |  |  |  |  |  |
| Blob               | Sir Lenny Henry     | Animateur de télévision et comédien |  |  |  |  |  |  |  |  |  |  |  |  |  |  |  |  |
| Viking             | Morten Harket       | Chanteur, leader du groupe A-Ha     |  |  |  |  |  |  |  |  |  |  |  |  |  |  |  |  |
| Bush Baby          | John Thomson        | Acteur                              |  |  |  |  |  |  |  |  |  |  |  |  |  |  |  |  |
| Grand-père horloge | Glenn Hoddle        | Ancien footballeur international    |  |  |  |  |  |  |  |  |  |  |  |  |  |  |  |  |
| Cygne              | Martine McCutcheon  | Actrice et chanteuse                |  |  |  |  |  |  |  |  |  |  |  |  |  |  |  |  |
| Hippocampe         | Mel B               | Chanteuse, membre des Spice Girls   |  |  |  |  |  |  |  |  |  |  |  |  |  |  |  |  |
| Alien              | Sophie Ellis-Bextor | Chanteuse                           |  |  |  |  |  |  |  |  |  |  |  |  |  |  |  |  |

Célébrités de la saison 2
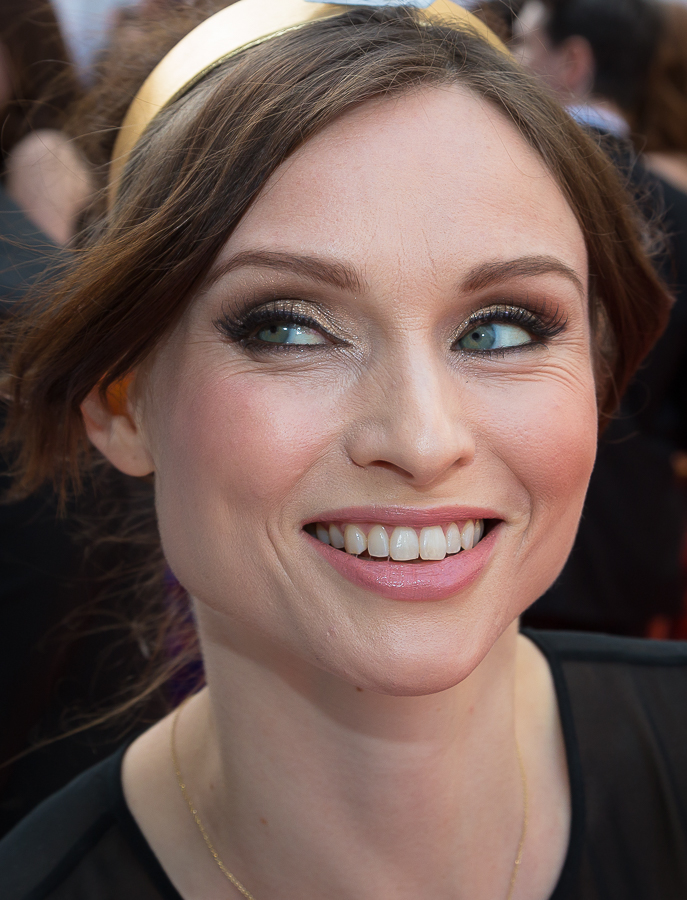
Sophie Ellis-Bextor
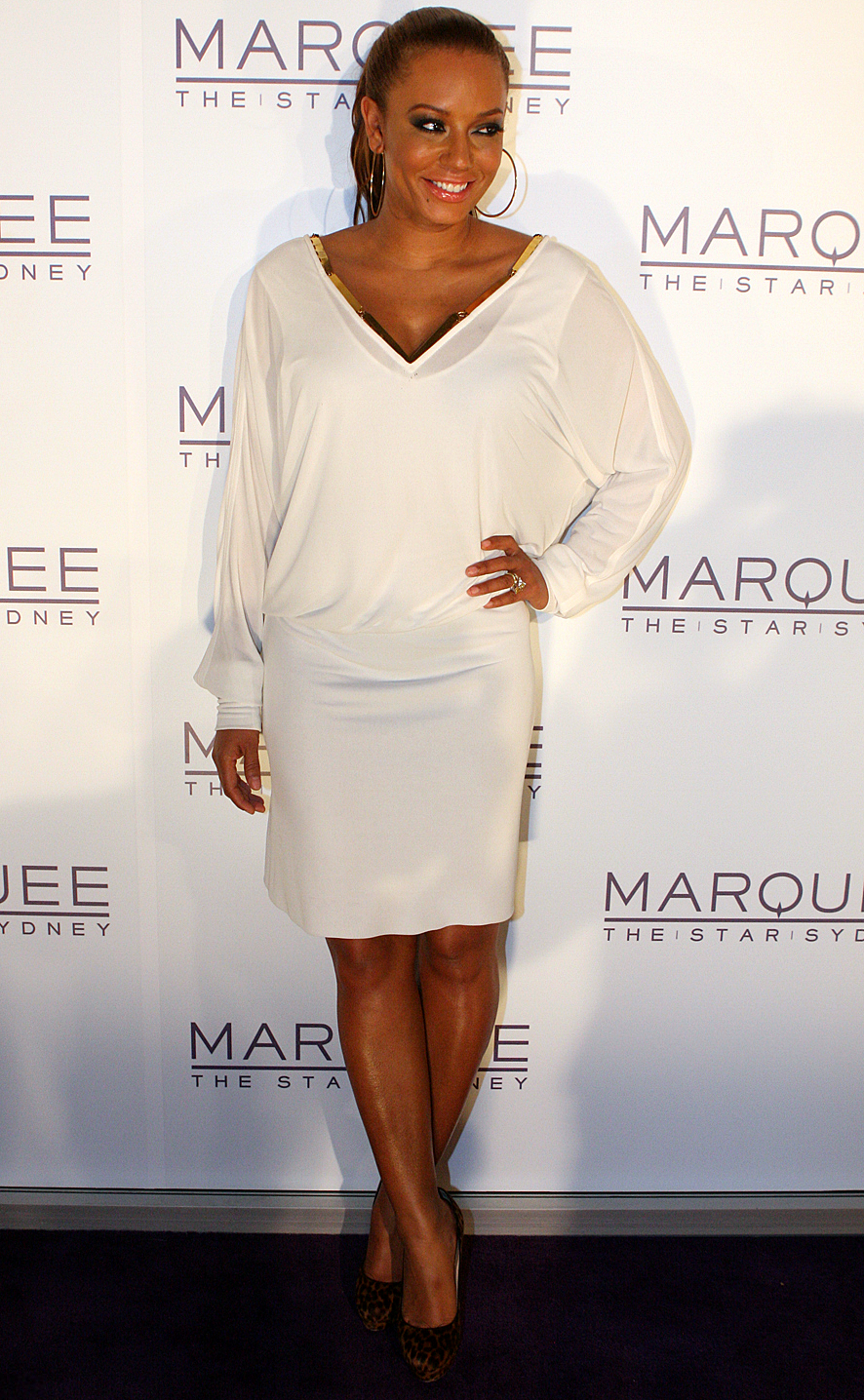
Mel B
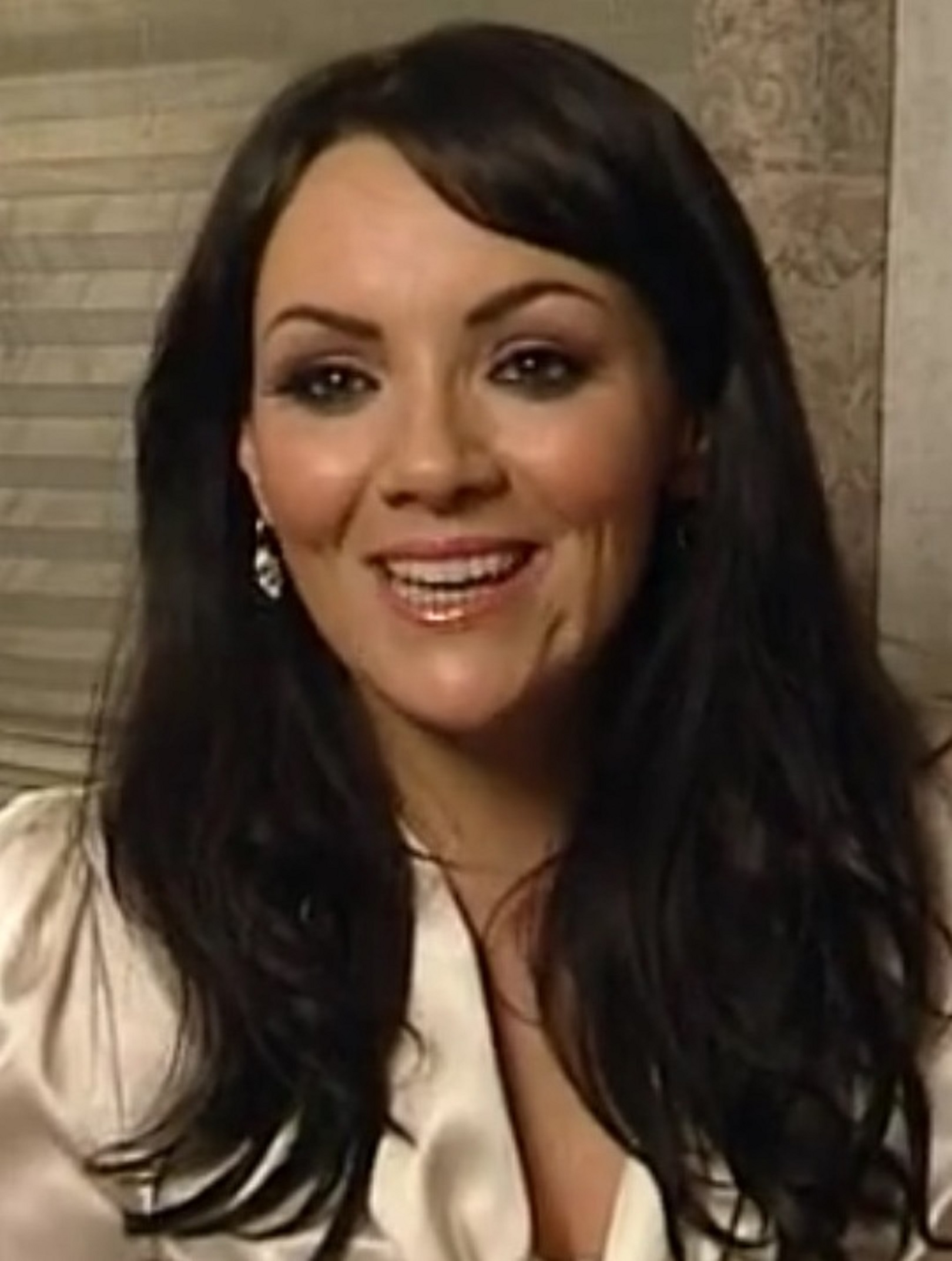
Martine McCutcheon
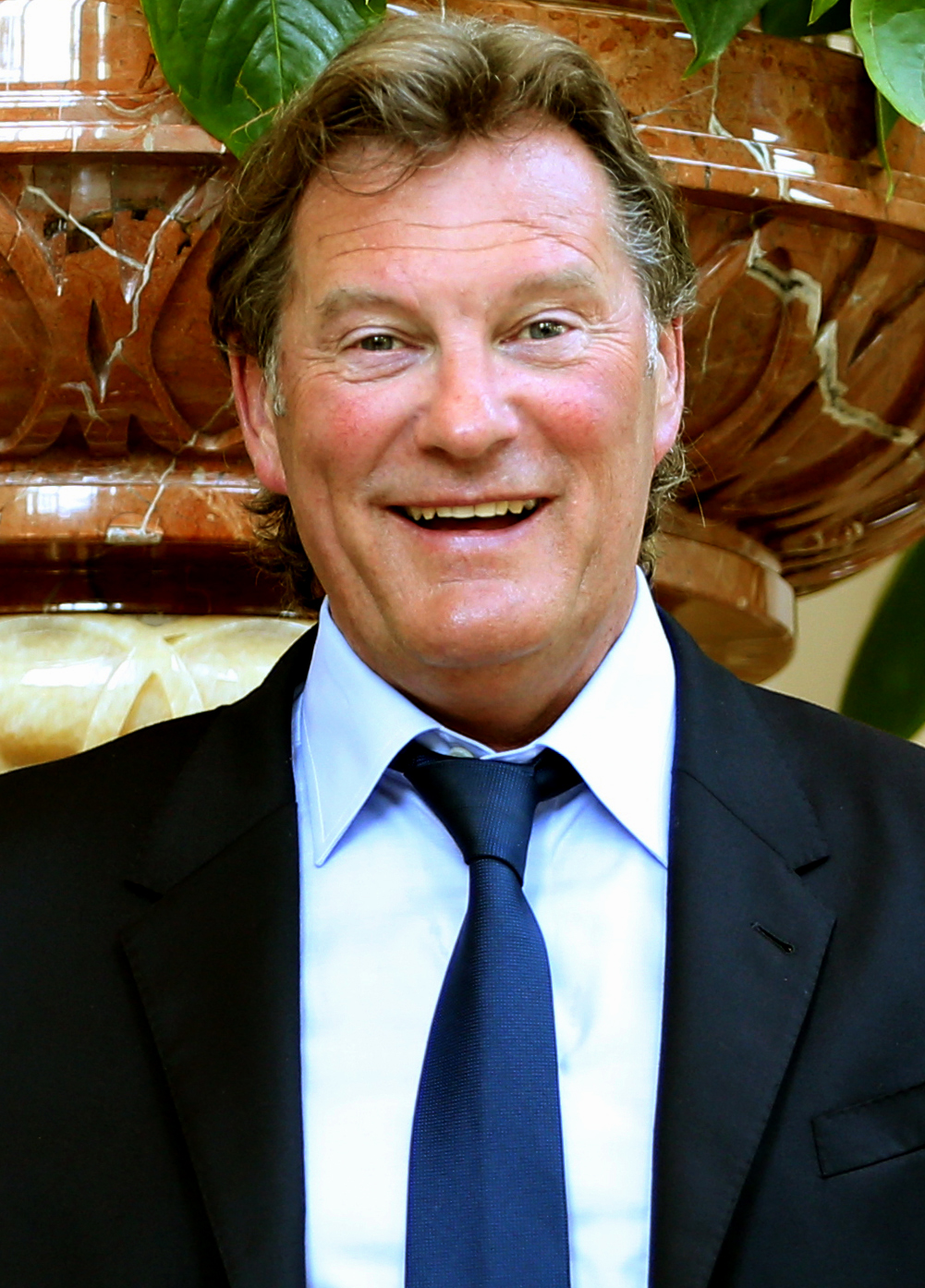
Glenn Hoddle
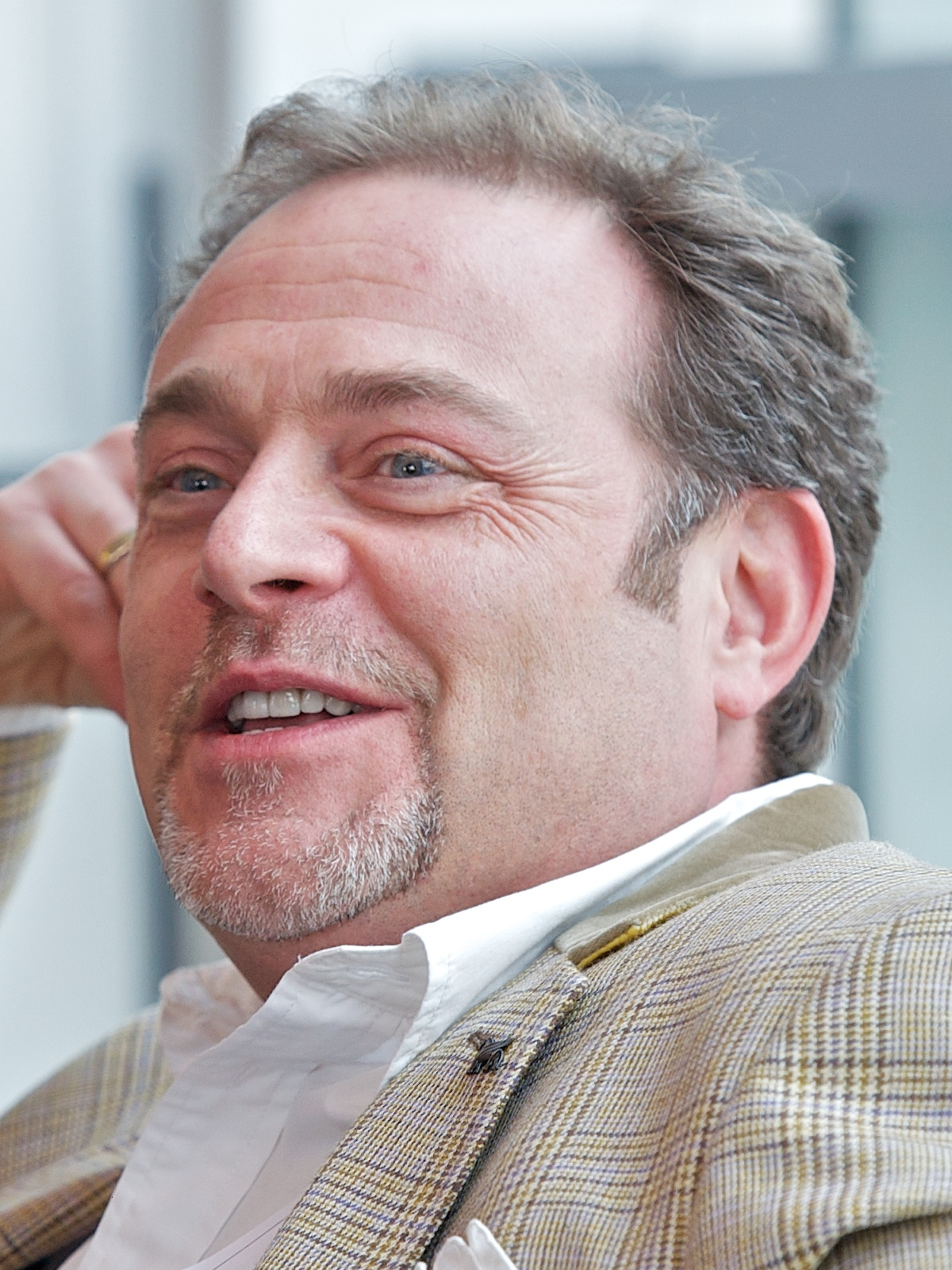
John Thomson
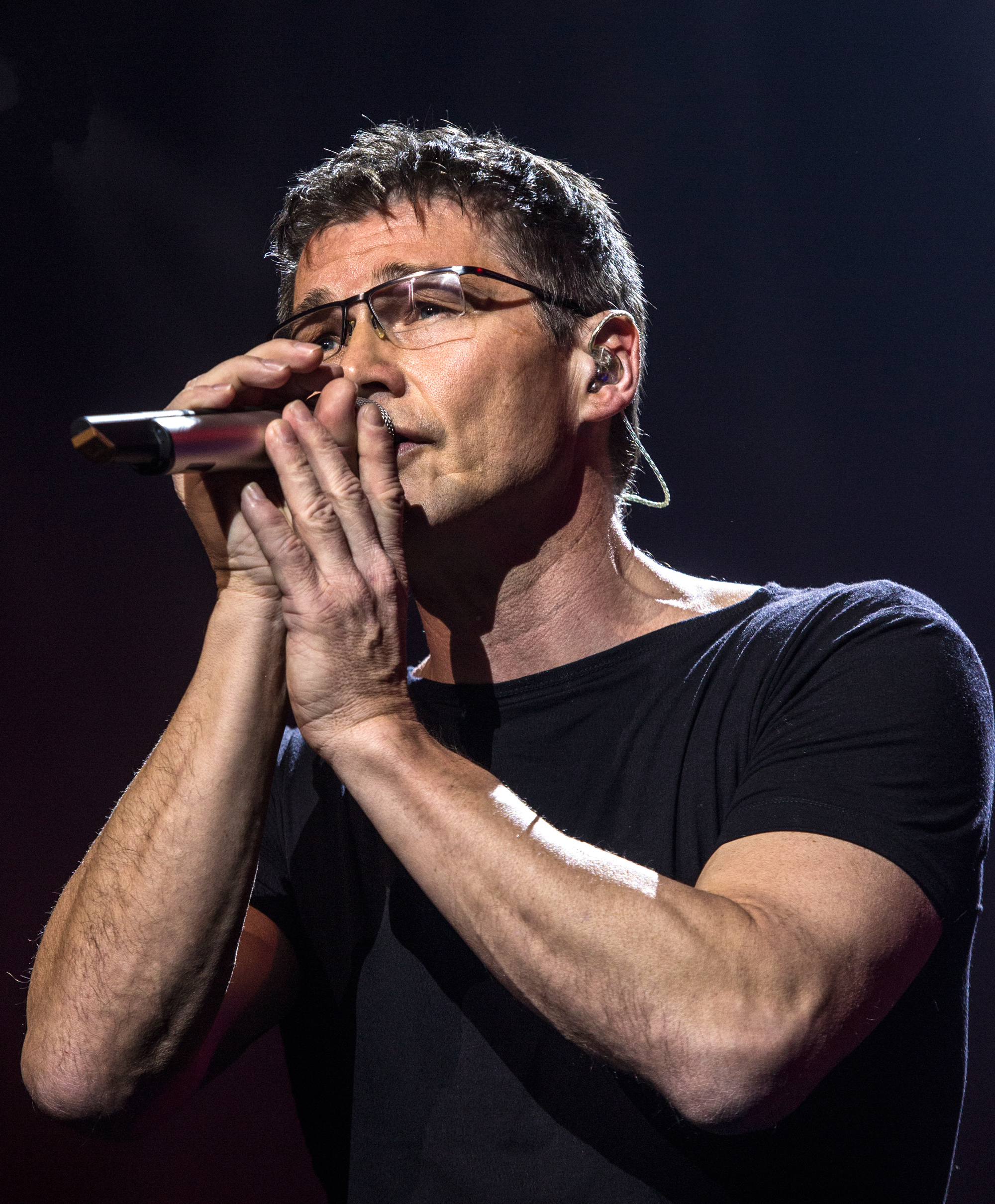
Morten Harket
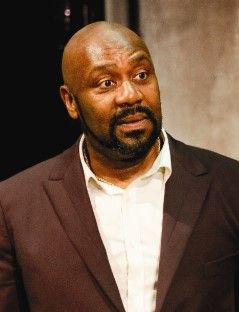
Lenny Henry
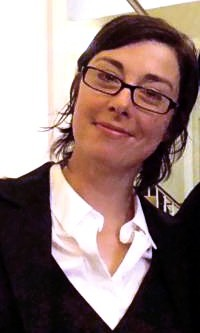
Sue Perkins
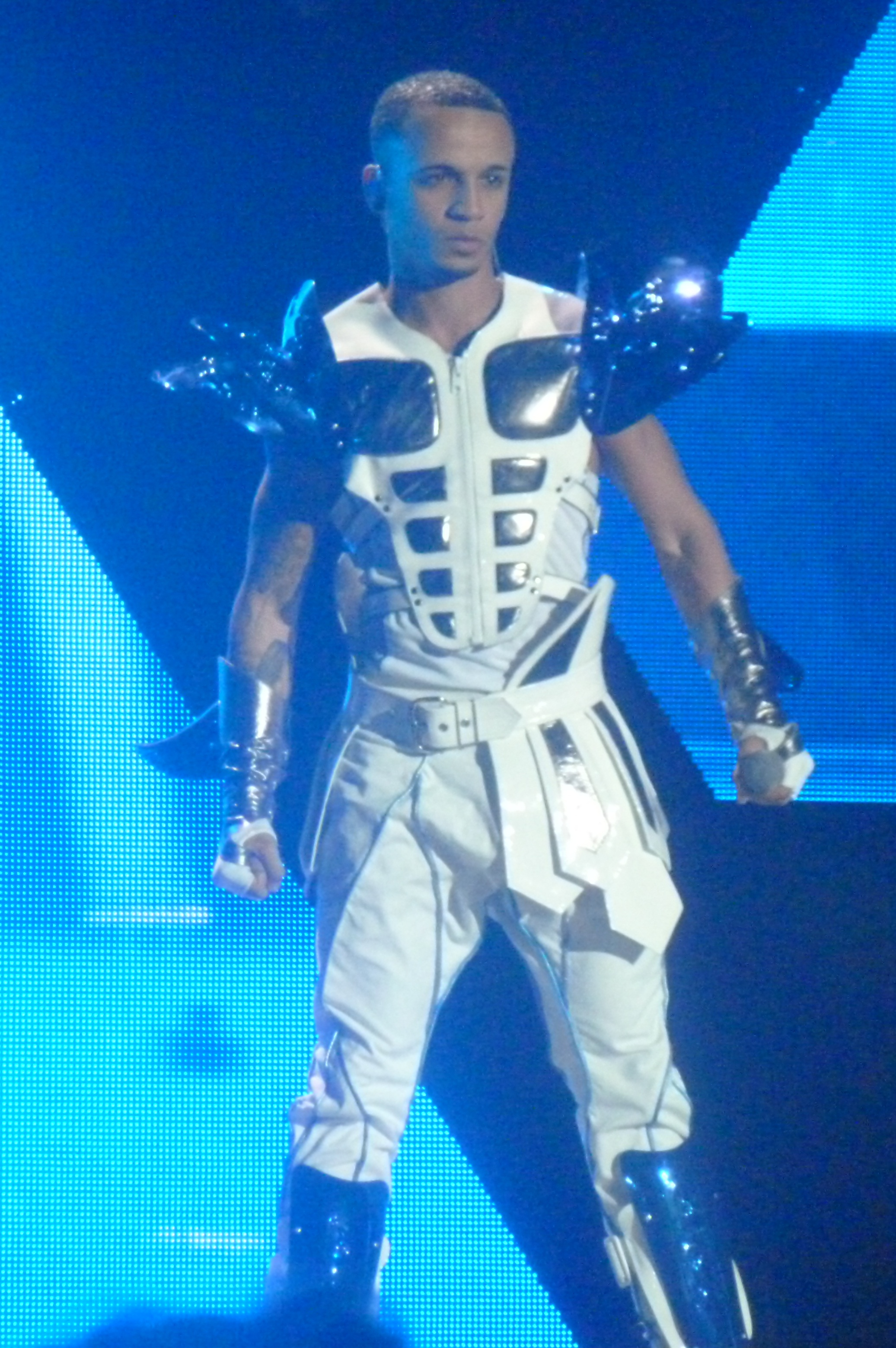
Aston Merrygold
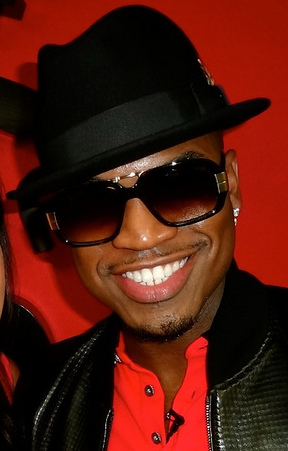
Ne-Yo
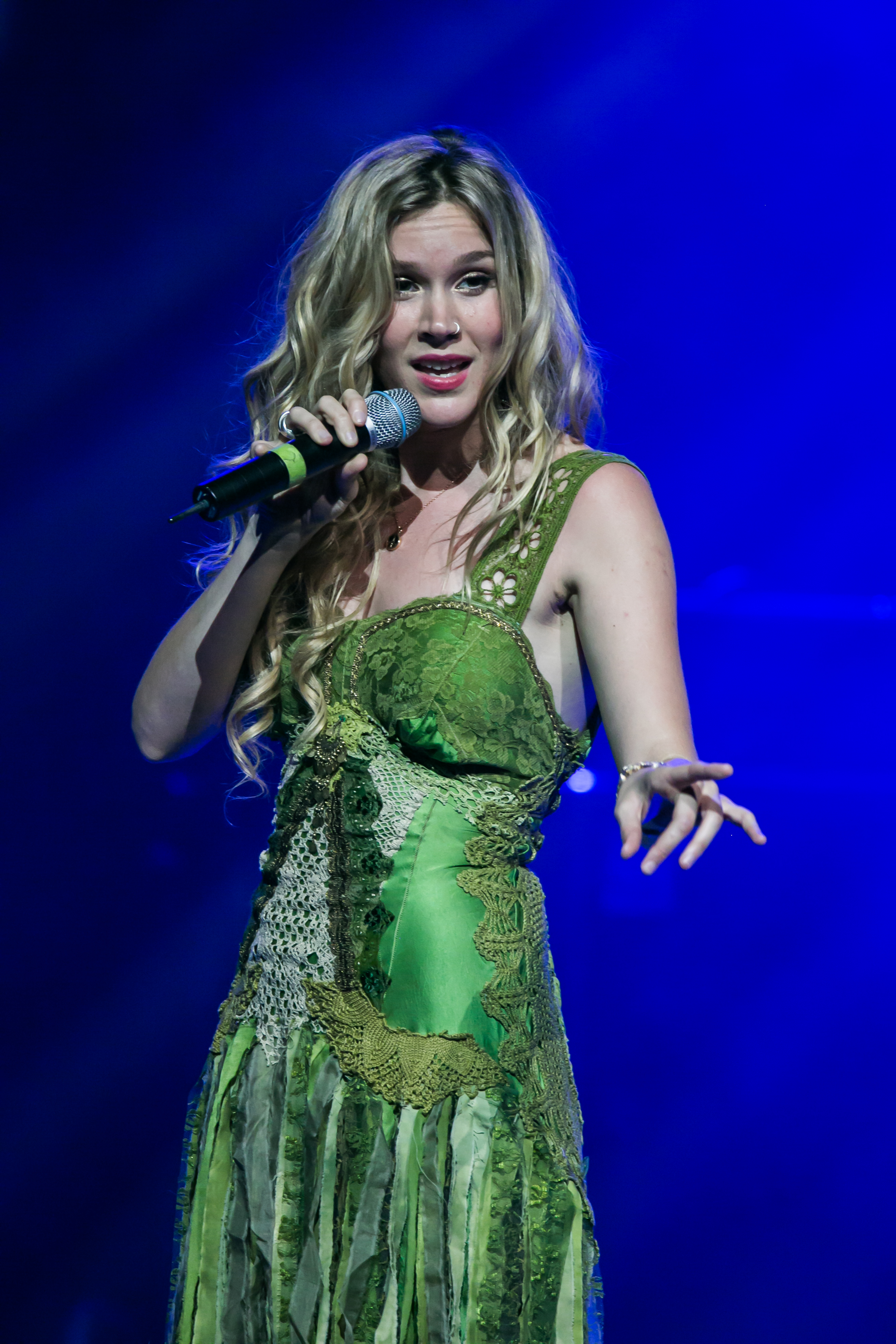
Joss Stone

### Saison 3
| Panda              | Natalie Imbruglia | Chanteuse                                              |  |  |  |  |  |  |  |  |  |  |  |  |  |  |  |  |
| Champignon         | Charlotte Church  | Chanteuse soprano, actrice et animatrice de télévision |  |  |  |  |  |  |  |  |  |  |  |  |  |  |  |  |
| Robolapin          | Mark Feehily      | Chanteur, membre du groupe Westlife                    |  |  |  |  |  |  |  |  |  |  |  |  |  |  |  |  |
| Gorfou sauteur     | Michelle Williams | Chanteuse, membre des Destiny's Child                  |  |  |  |  |  |  |  |  |  |  |  |  |  |  |  |  |
| Plot de chantier   | Aled Jones        | Chanteur classique et animateur de télévision          |  |  |  |  |  |  |  |  |  |  |  |  |  |  |  |  |
| Donut              | Michael Owen      | Footballeur                                            |  |  |  |  |  |  |  |  |  |  |  |  |  |  |  |  |
| Feu d'artifice     | Jaime Winstone    | Actrice                                                |  |  |  |  |  |  |  |  |  |  |  |  |  |  |  |  |
| Caniche            | Tom Chaplin       | Chanteur, leader du groupe Keane                       |  |  |  |  |  |  |  |  |  |  |  |  |  |  |  |  |
| Cornemuse          | Pat Cash          | Champion de tennis                                     |  |  |  |  |  |  |  |  |  |  |  |  |  |  |  |  |
| Poisson-lion       | Will Young        | Chanteur                                               |  |  |  |  |  |  |  |  |  |  |  |  |  |  |  |  |
| Léopard des neiges | Gloria Hunniford  | Animatrice de radio et de télévision et chanteuse      |  |  |  |  |  |  |  |  |  |  |  |  |  |  |  |  |
| Chandelier         | Heather Small     | Chanteuse, leader du groupe M People                   |  |  |  |  |  |  |  |  |  |  |  |  |  |  |  |  |

Célébrités de la saison 3
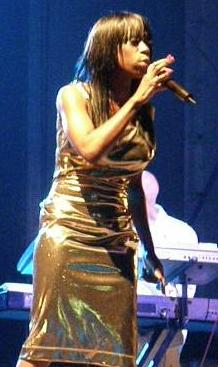
Heather Small
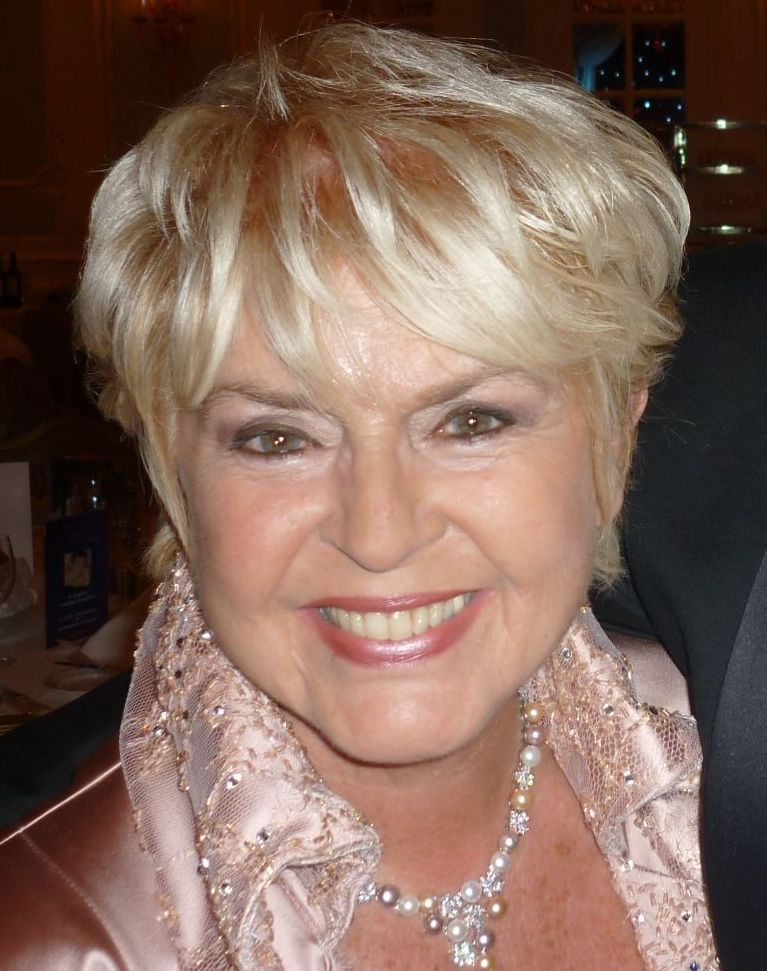
Gloria Hunniford
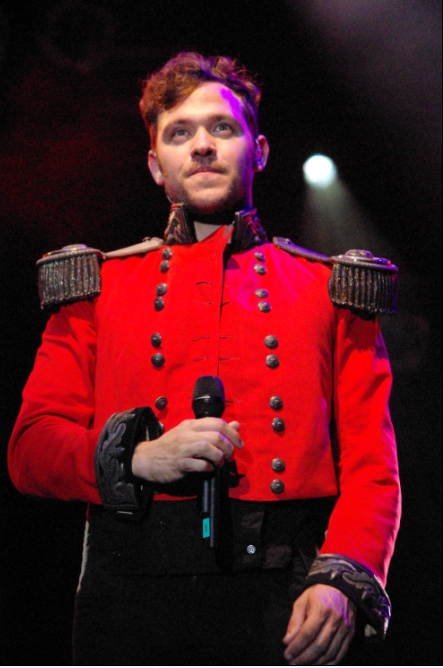
Will Young
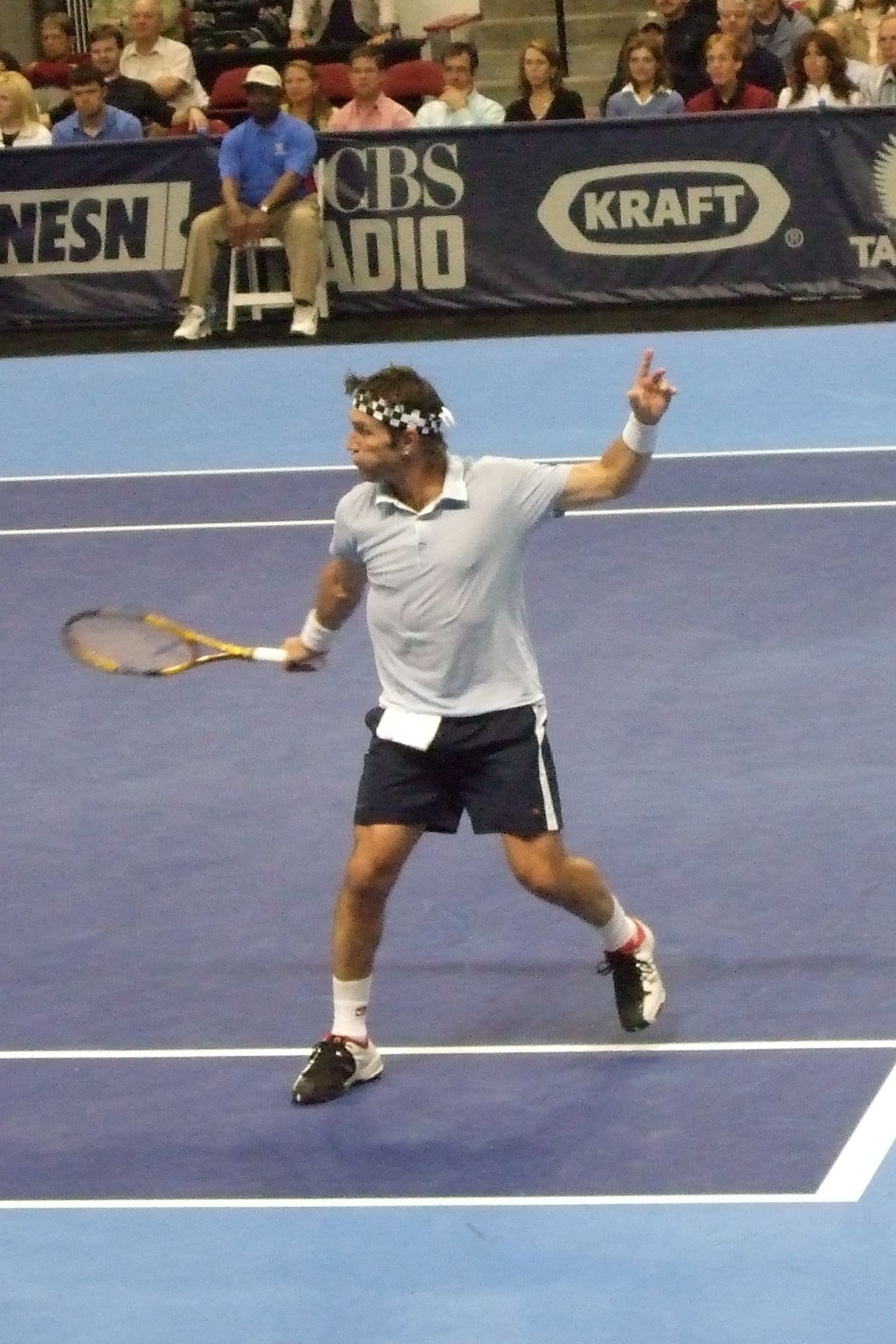
Pat Cash
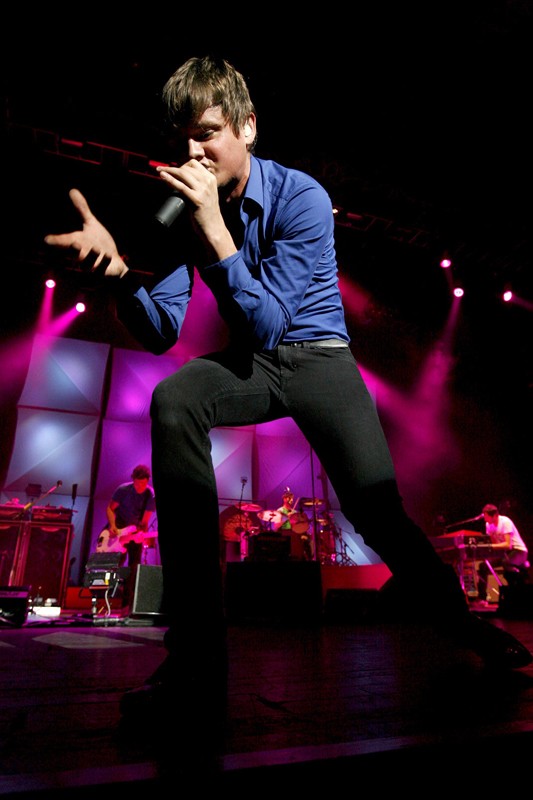
Tom Chaplin
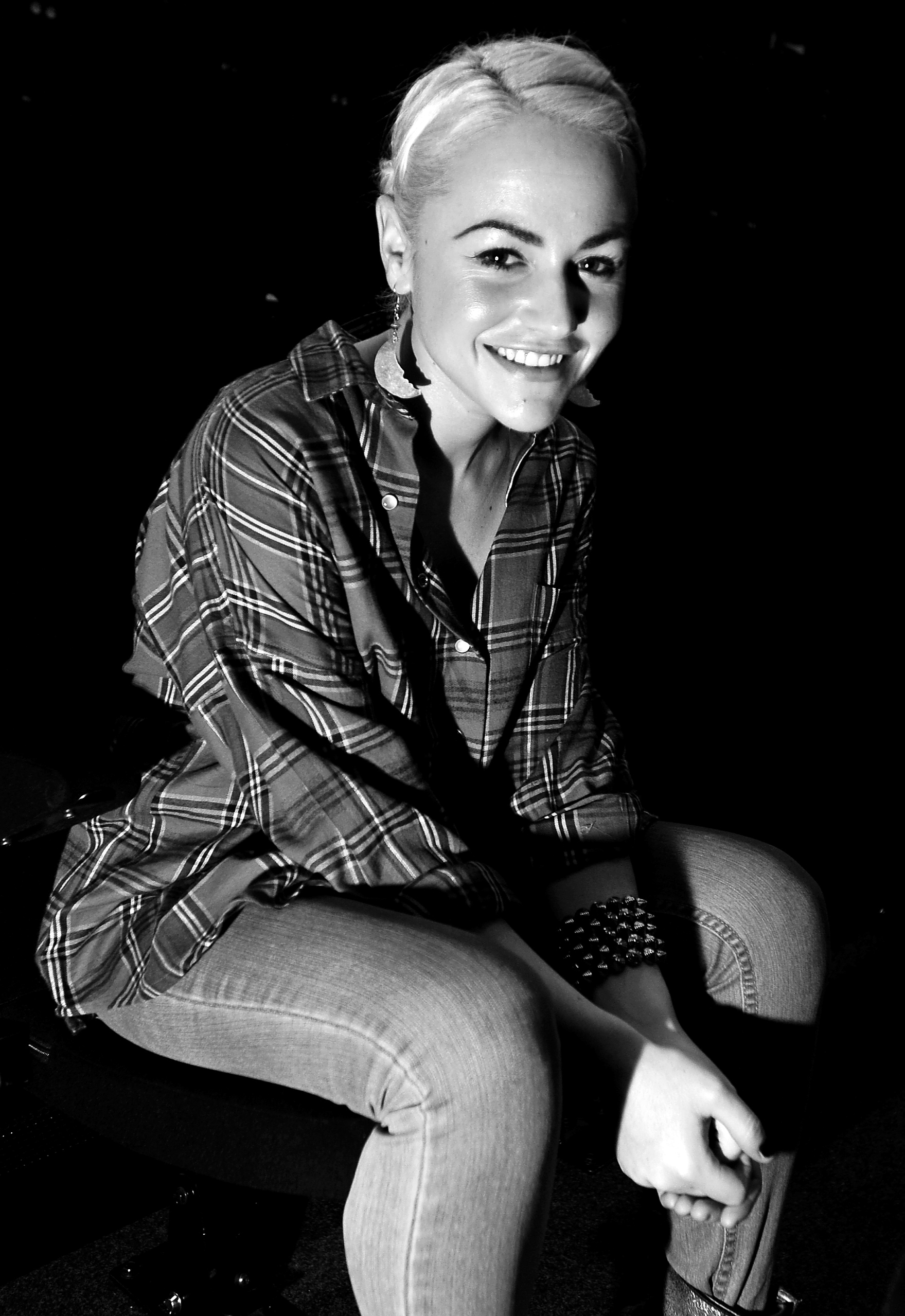
Jamie Winstone
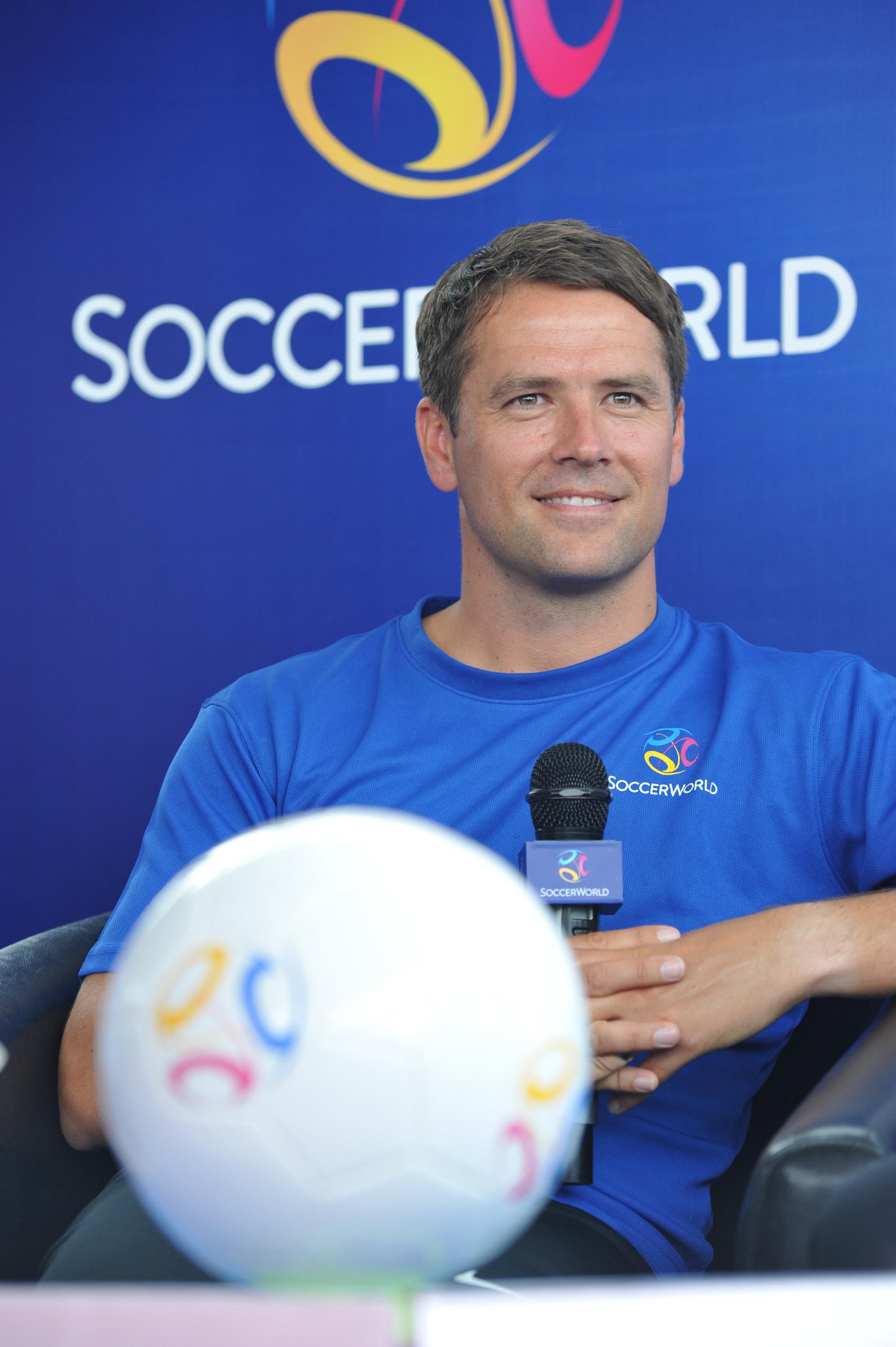
Michael Owen
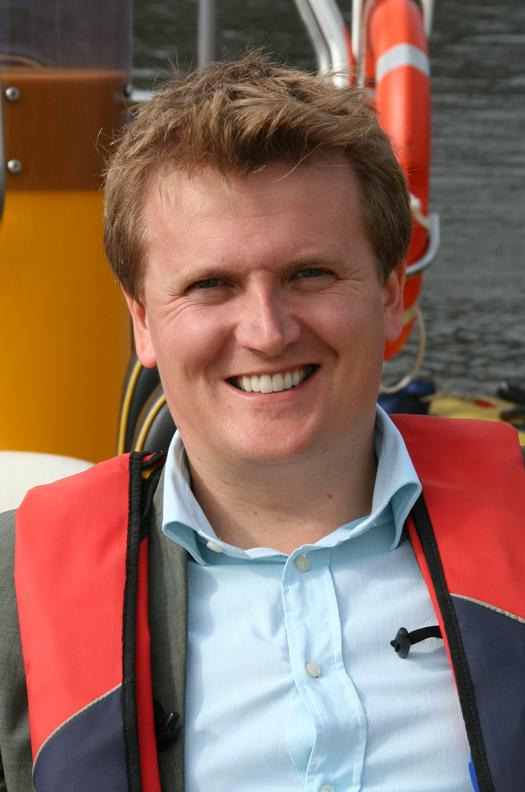
Aled Jones
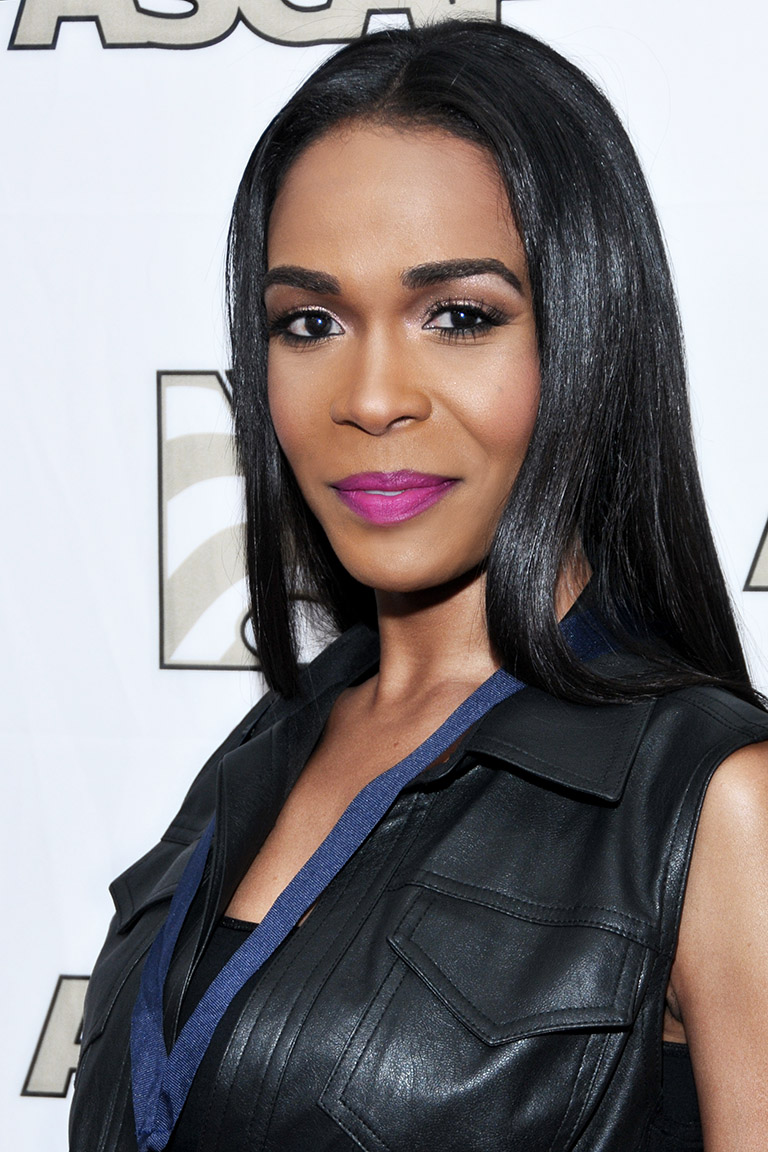
Michelle Williams
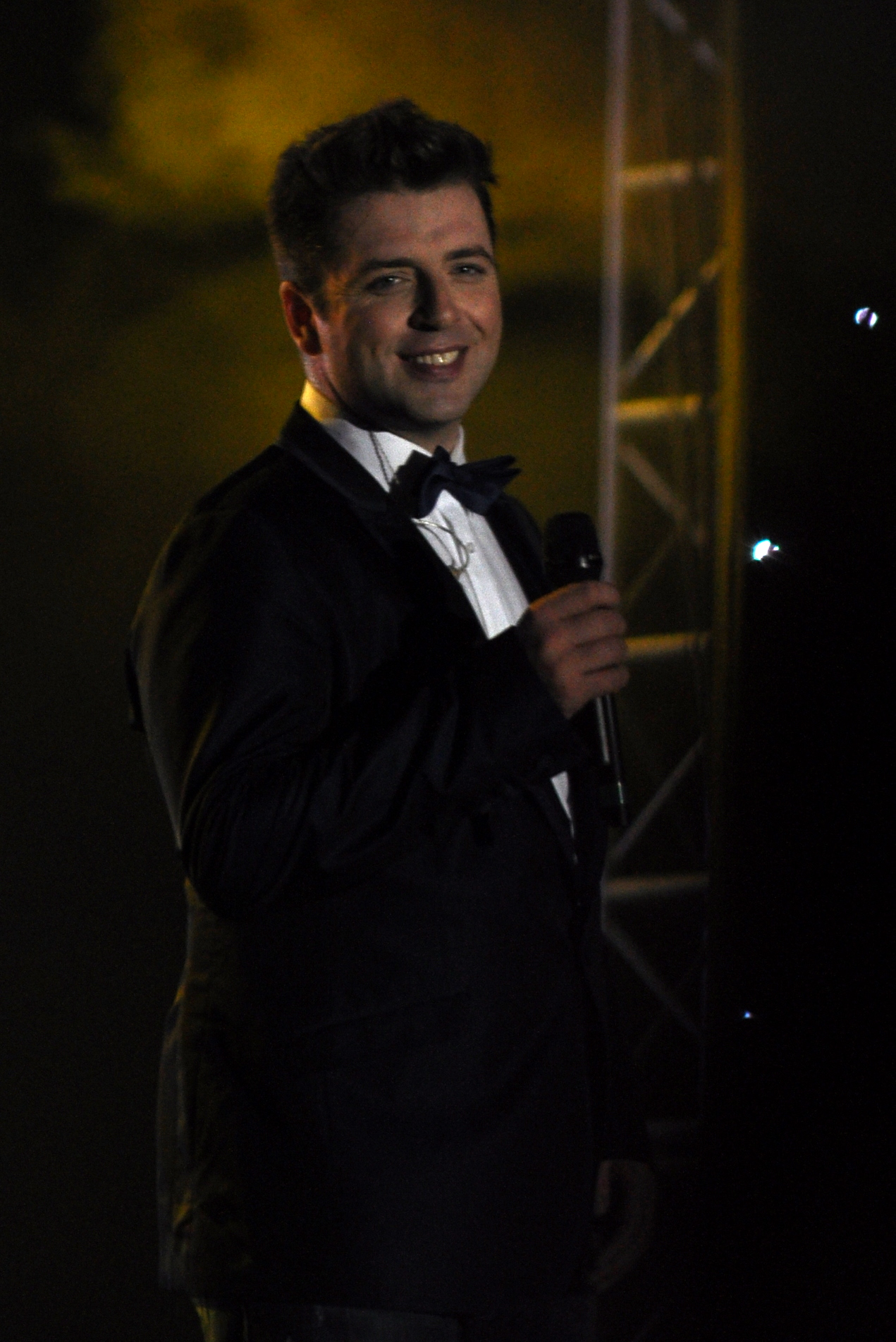
Mark Feehily
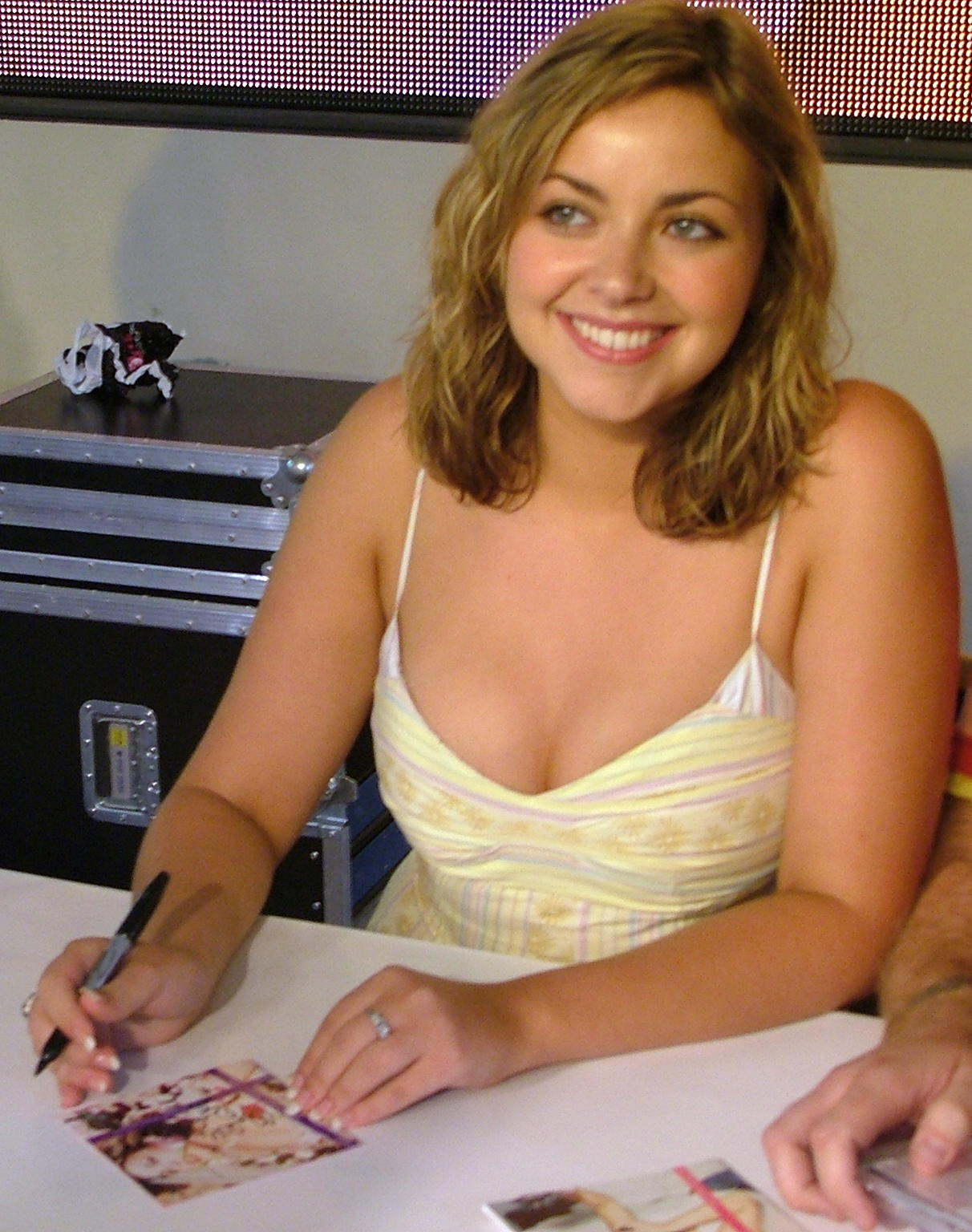
Charlotte Church
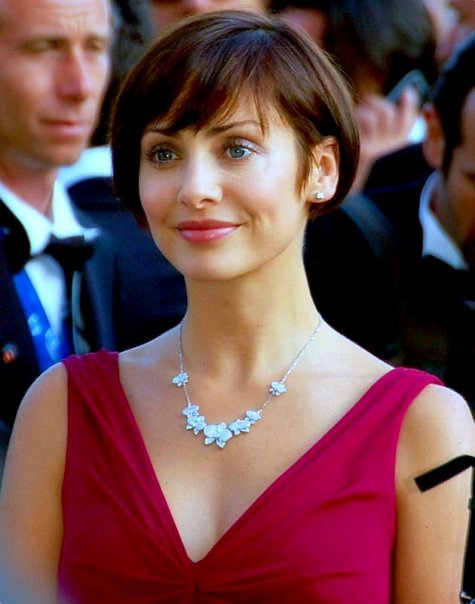
Natalie Imbruglia

### Saison 4
Cette quatrième saison débutera le 1er janvier 2023 sur ITV. Les costumes sont dévoilés dans une bande-annonce publiée le 18 décembre 2022.
| Rhinocéros     | Charlie Simpson  | Chanteur des groupes Busted et Fightstar              |  |  |  |  |  |  |  |  |  |  |  |  |  |  |  |  |
| Phénix         | Ricky Wilson     | Chanteur du groupe Kaiser Chiefs                      |  |  |  |  |  |  |  |  |  |  |  |  |  |  |  |  |
| Faon           | Natalie Appleton | Chanteuse du groupe All Saints                        |  |  |  |  |  |  |  |  |  |  |  |  |  |  |  |  |
| Méduse         | Amber Riley      | Chanteuse et actrice dont Glee                        |  |  |  |  |  |  |  |  |  |  |  |  |  |  |  |  |
| Pomme de terre | Richie Sambora   | Guitariste du groupe Bon Jovi                         |  |  |  |  |  |  |  |  |  |  |  |  |  |  |  |  |
| Loutre         | Daisy May Cooper | Actrice                                               |  |  |  |  |  |  |  |  |  |  |  |  |  |  |  |  |
| Tricot         | Claire Richards  | Chanteuse, membre du groupe Steps                     |  |  |  |  |  |  |  |  |  |  |  |  |  |  |  |  |
| Pigeon         | Katherine Ryan   | Humoriste et comédienne                               |  |  |  |  |  |  |  |  |  |  |  |  |  |  |  |  |
| Poubelle       | Stephen Hendry   | Multiple champion du monde de snooker                 |  |  |  |  |  |  |  |  |  |  |  |  |  |  |  |  |
| Chat et souris | Martin Kemp      | Musicien et acteur dont EastEnders                    |  |  |  |  |  |  |  |  |  |  |  |  |  |  |  |  |
| Chat et souris | Shirlie Kemp     | Chanteuse                                             |  |  |  |  |  |  |  |  |  |  |  |  |  |  |  |  |
| Gâteau         | Lulu             | Chanteuse                                             |  |  |  |  |  |  |  |  |  |  |  |  |  |  |  |  |
| Fantôme        | Chris Kamara     | Ex footballeur, animateur de télévision et consultant |  |  |  |  |  |  |  |  |  |  |  |  |  |  |  |  |

- Amber Riley avait remporté la saison 8 de la version américaine de l'émission, déguisée en harpe.

Célébrités de la saison 4
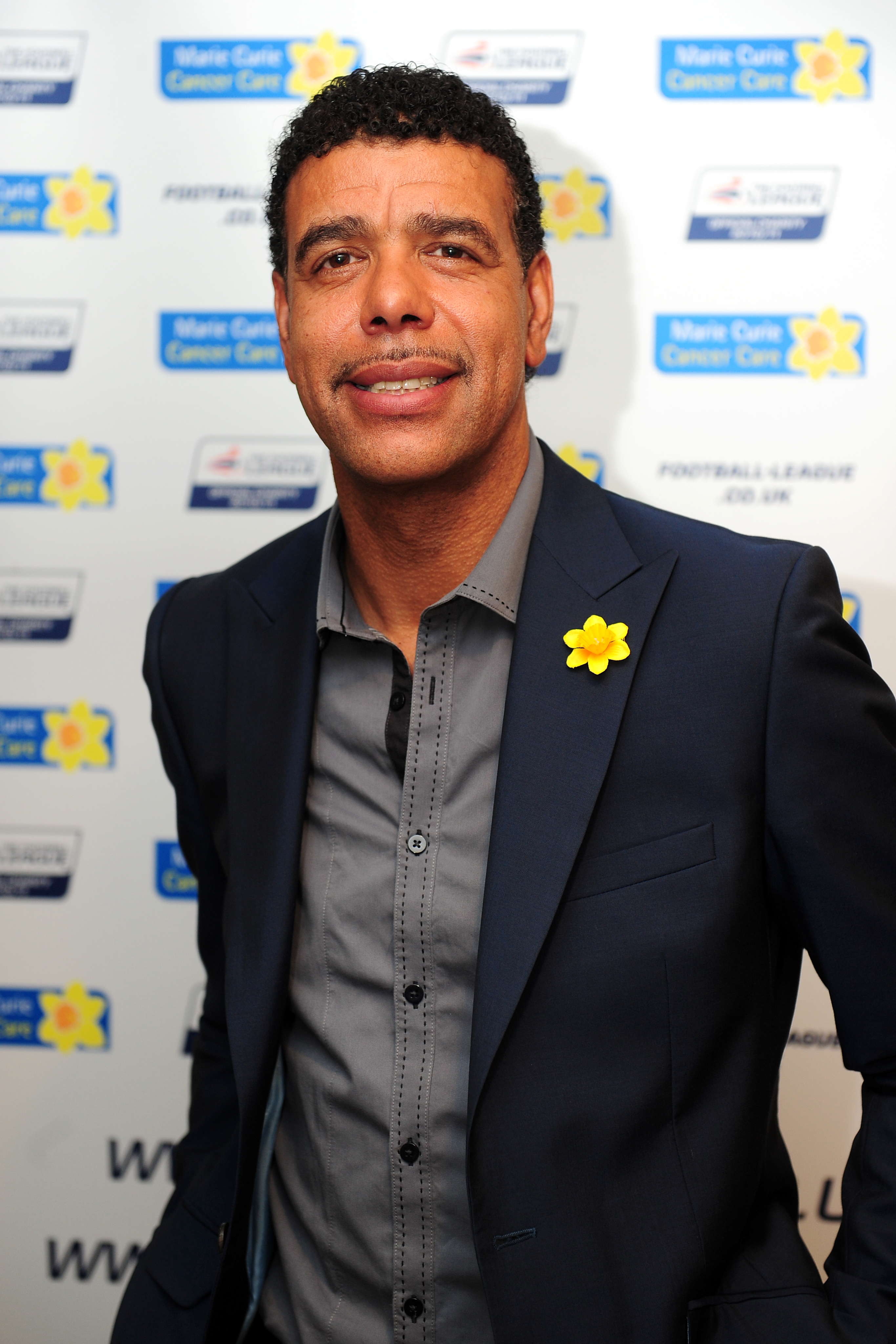
Chris Kamara
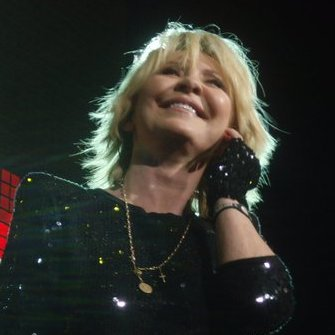
Lulu
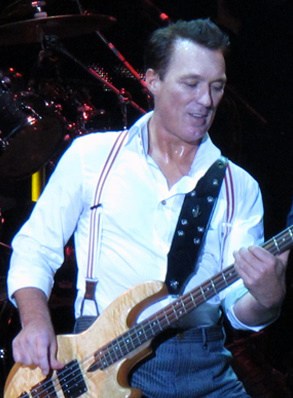
Martin Kemp
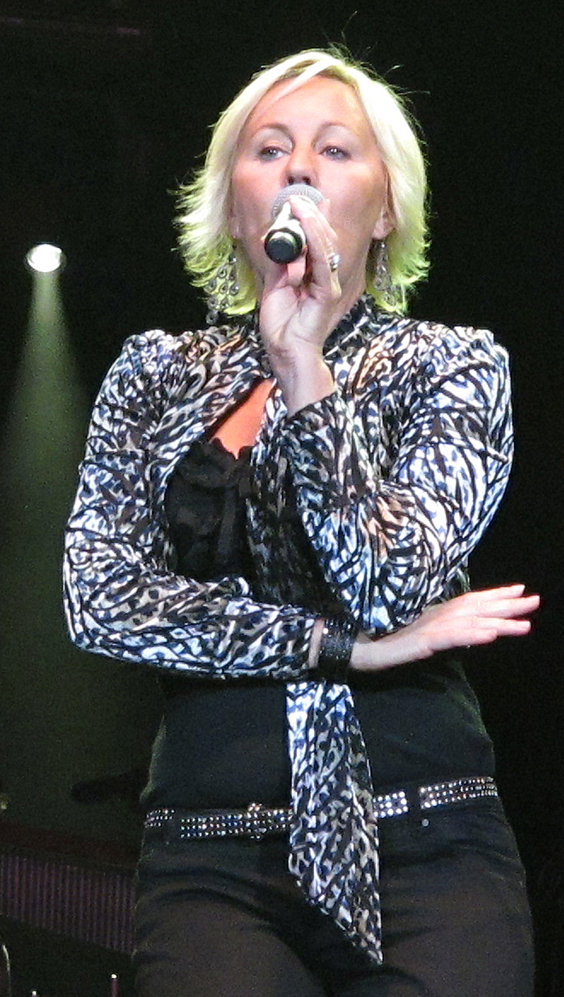
Shirlie Kemp
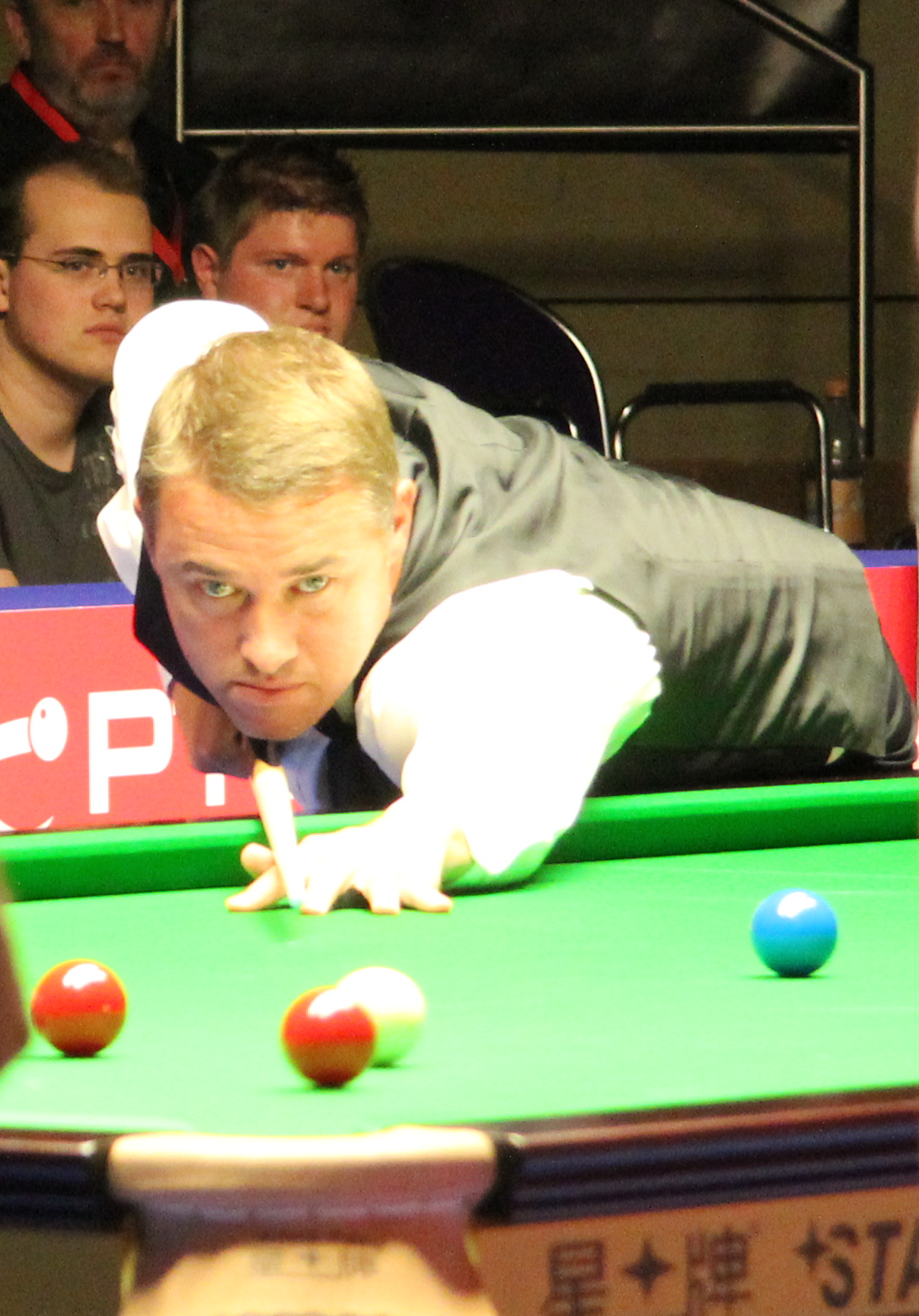
Stephen Hendry
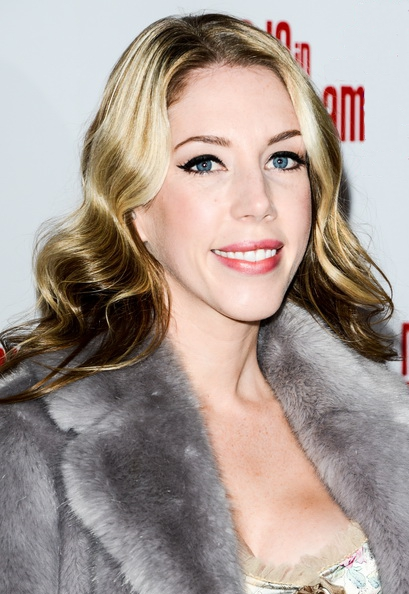
Katherine Ryan
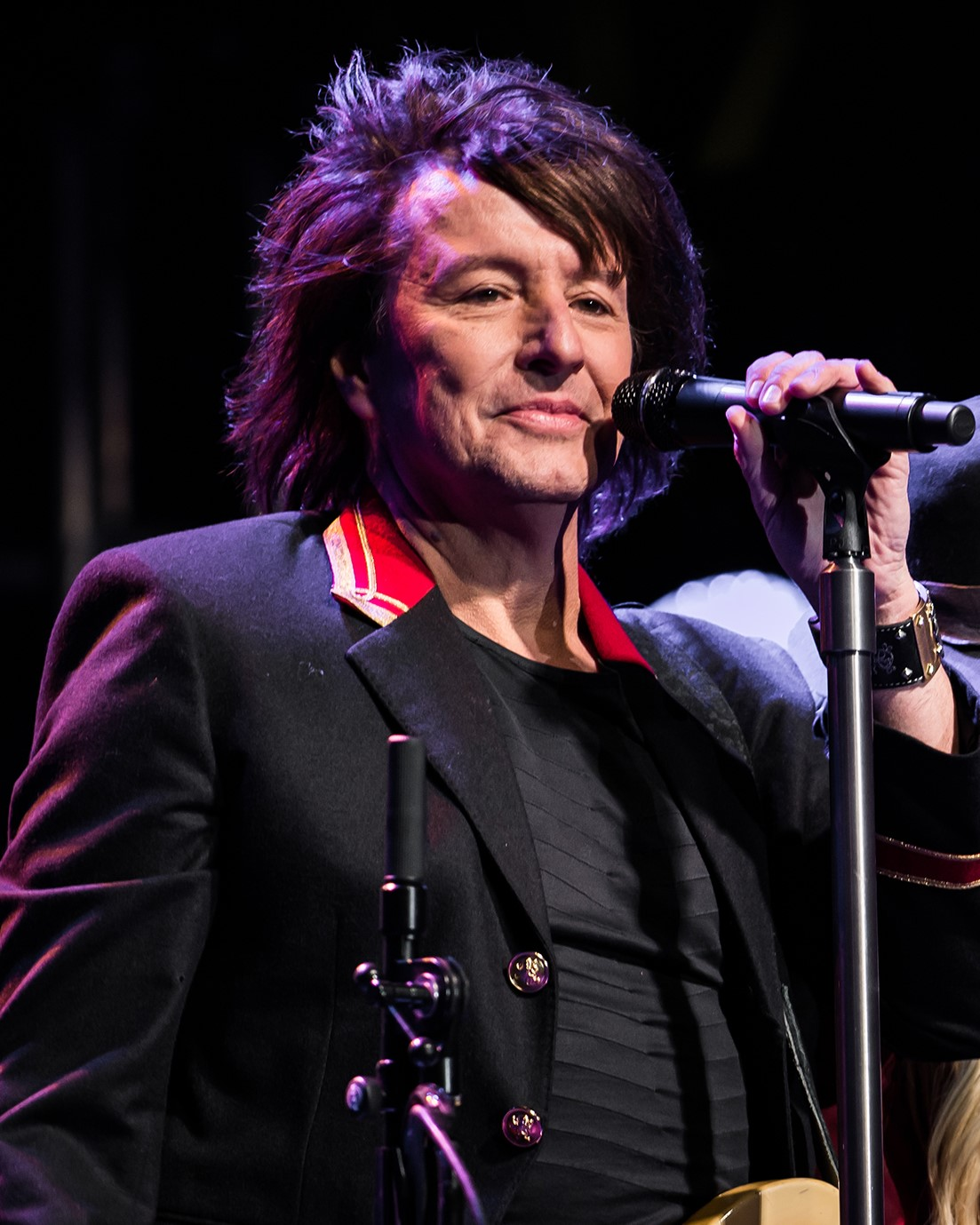
Richie Sambora
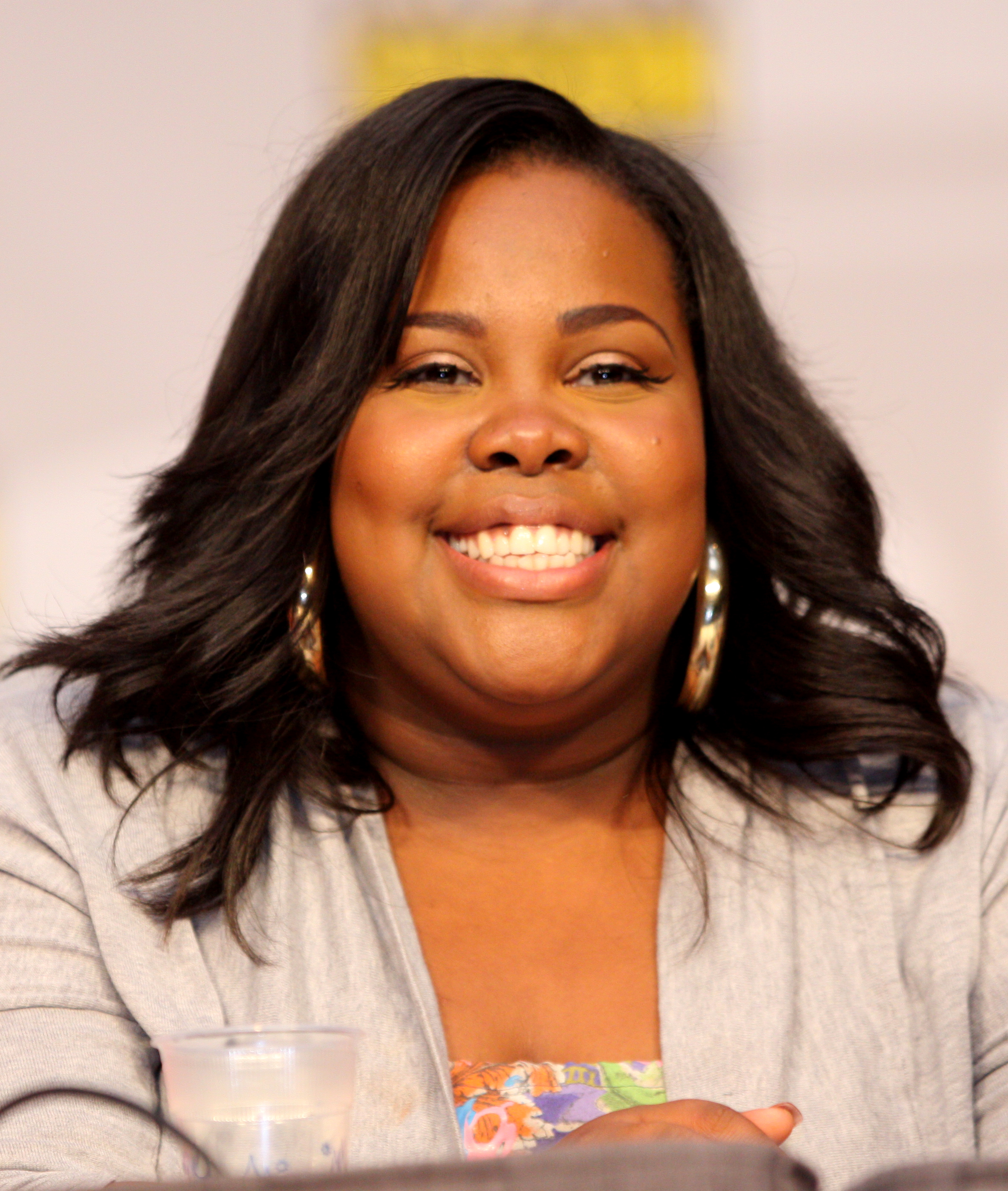
Amber Riley
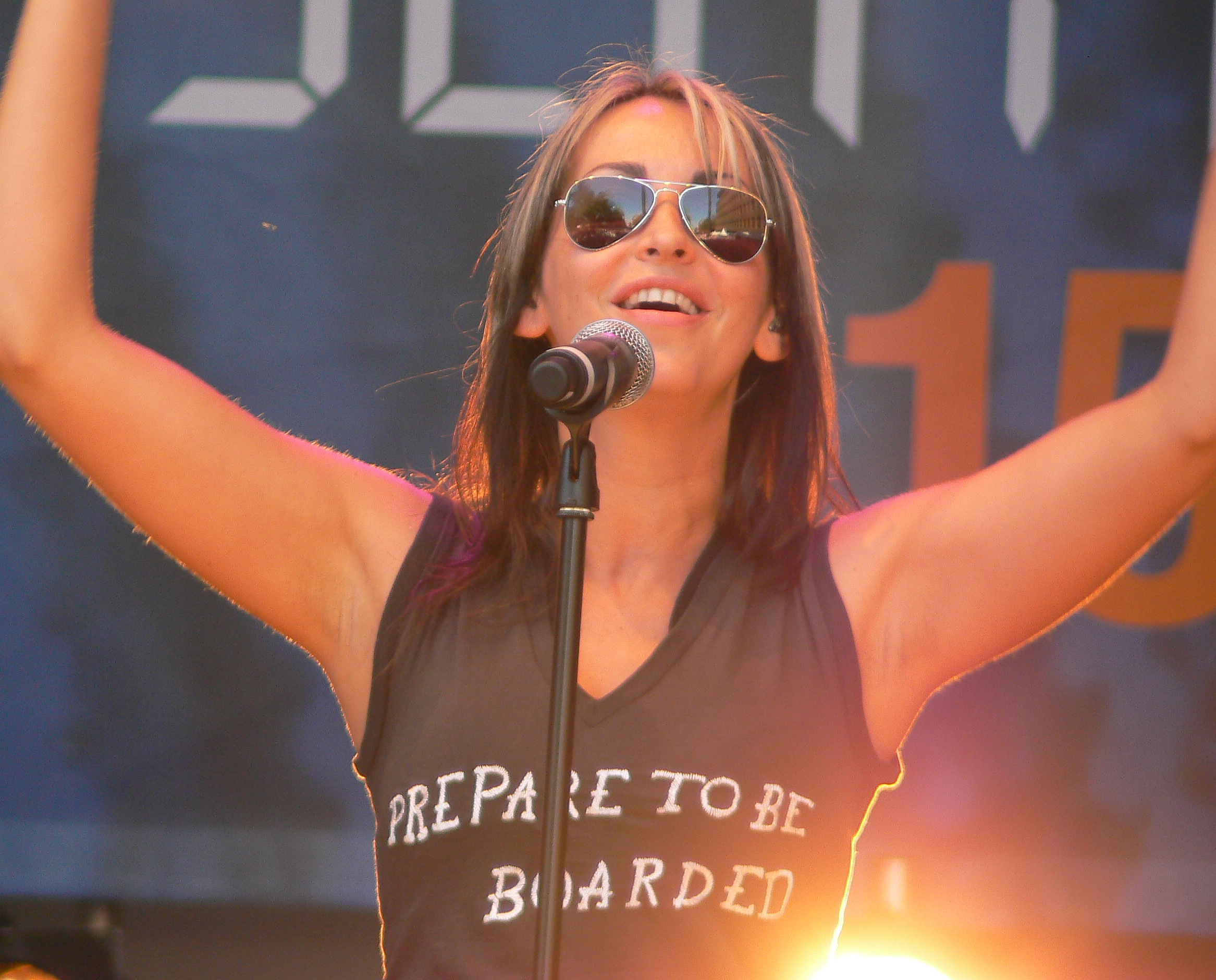
Natalie Appleton
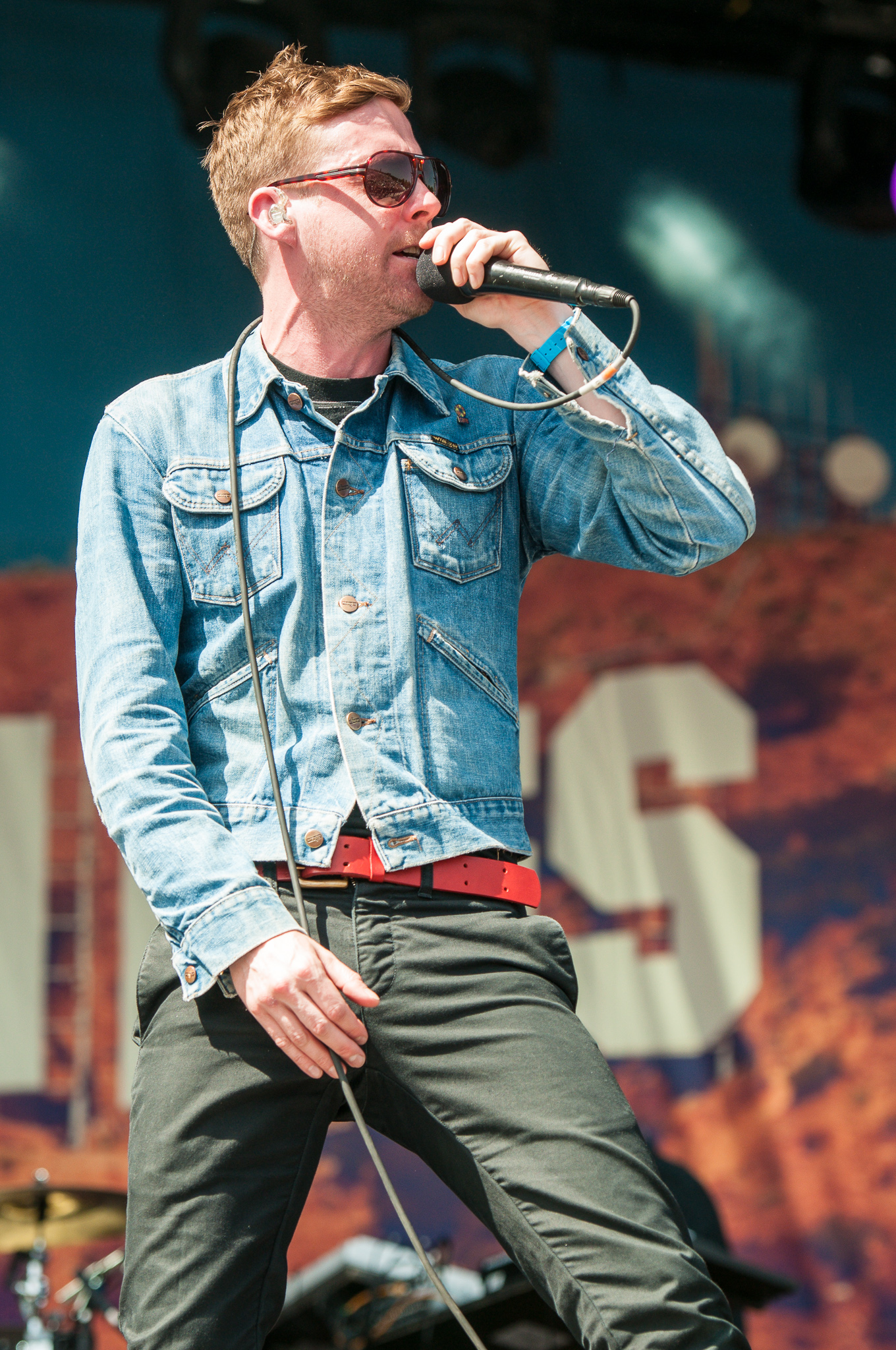
Ricky Wilson
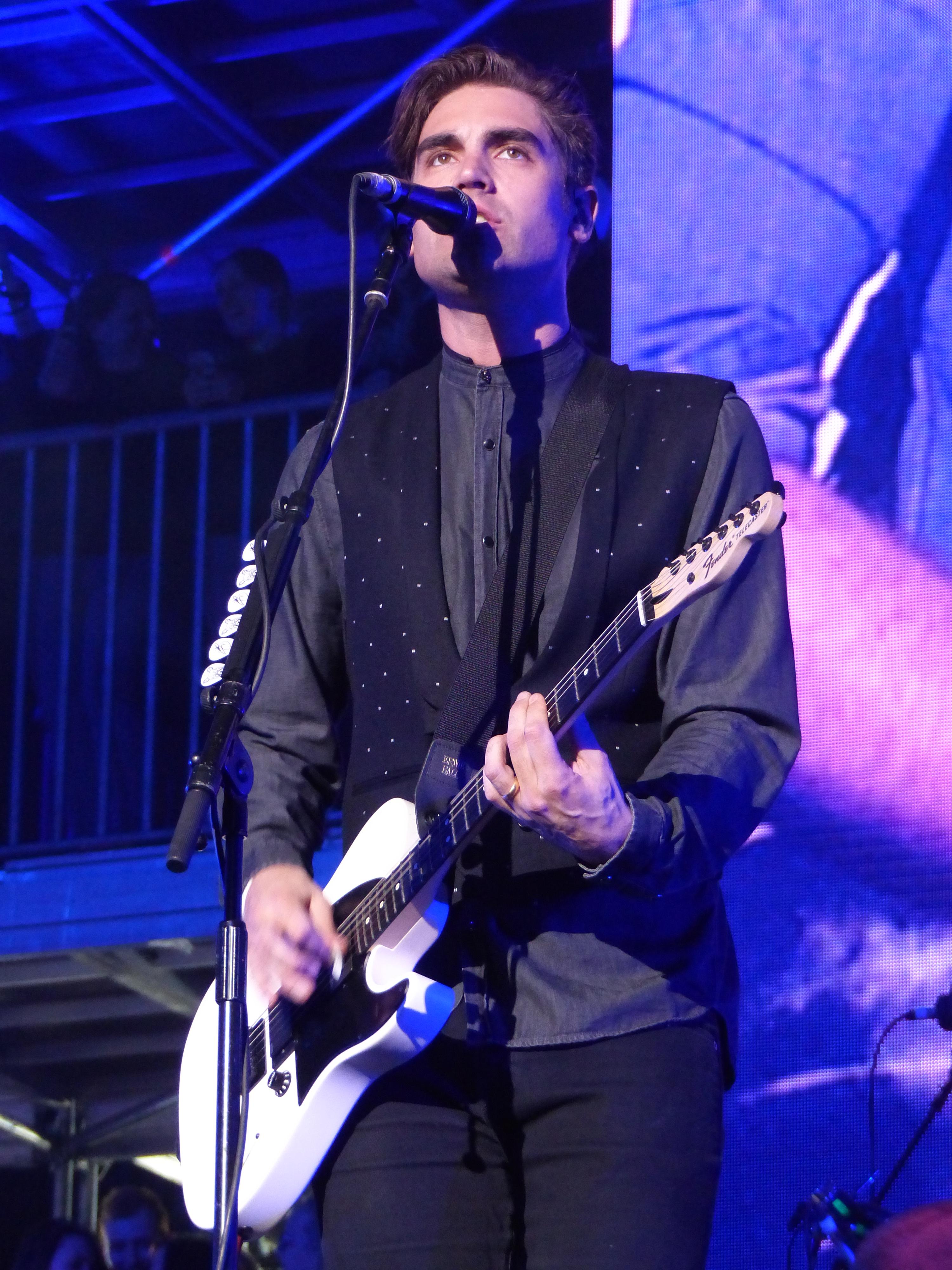
Charlie Simpson

### Saison 5
Cette cinquième saison débutera 30 décembre 2023 sur ITV.
| Piranha       | Danny Jones         | Chanteur du groupe McFly                       |  |  |  |  |  |  |  |  |  |  |  |  |  |  |  |  |
| Bigfoot       | Alex Brooker        | Animateur de télévision et journaliste sportif |  |  |  |  |  |  |  |  |  |  |  |  |  |  |  |  |
| Criquet       | Lemar               | Chanteur                                       |  |  |  |  |  |  |  |  |  |  |  |  |  |  |  |  |
| Tour Eiffel   | Tiffany             | Chanteuse                                      |  |  |  |  |  |  |  |  |  |  |  |  |  |  |  |  |
| Air Fryer     | Keala Settle        | Chanteuse et actrice dont The Greatest Showman |  |  |  |  |  |  |  |  |  |  |  |  |  |  |  |  |
| Mât enrubanné | Melody Thornton     | Chanteuse, membre des Pussycat Dolls           |  |  |  |  |  |  |  |  |  |  |  |  |  |  |  |  |
| Œuf creusé    | Nicky Campbell      | Animateur de télévision et de radio            |  |  |  |  |  |  |  |  |  |  |  |  |  |  |  |  |
| Hibou         | Lorraine Kelly      | Animatrice de télévision                       |  |  |  |  |  |  |  |  |  |  |  |  |  |  |  |  |
| Bubble Tea    | Julia Sawalha       | Actrice dont Absolutely Fabulous               |  |  |  |  |  |  |  |  |  |  |  |  |  |  |  |  |
| Rat           | Shirley Ballas      | Danseuse et juge de Strictly Come Dancing      |  |  |  |  |  |  |  |  |  |  |  |  |  |  |  |  |
| Poulet césar  | Alexander Armstrong | Acteur et animateur de télévision              |  |  |  |  |  |  |  |  |  |  |  |  |  |  |  |  |
| Météo         | Dionne Warwick      | Chanteuse, légende de la soul                  |  |  |  |  |  |  |  |  |  |  |  |  |  |  |  |  |

- Dionne Warwick avait déjà participé à la saison 3 de la version américaine de l'émission, déguisée en souris.
- Melody Thornton a remporté la saison 4 de la version australienne de l'émission, déguisée en boule à facettes

Célébrités de la saison 5
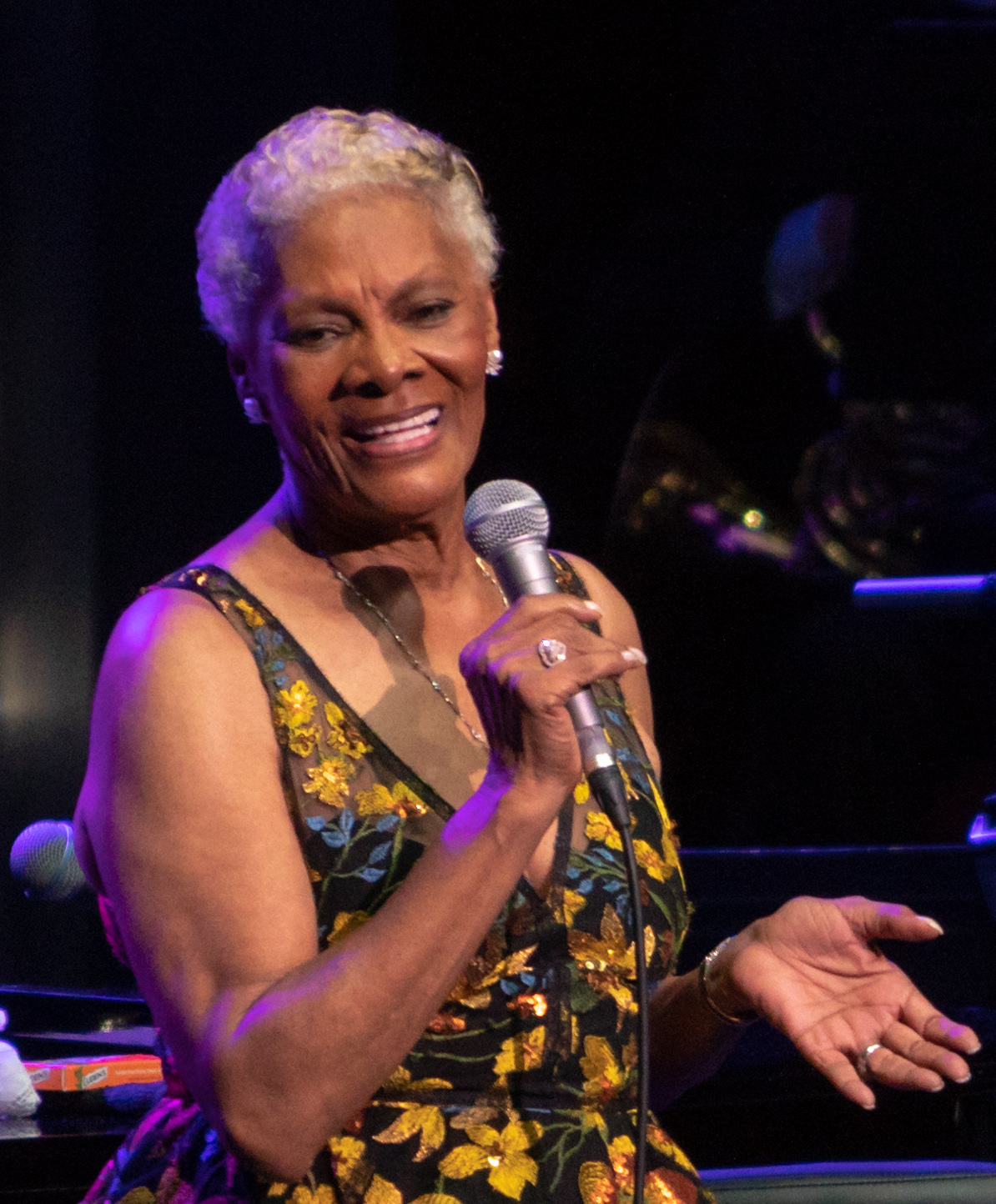
Dionne Warwick
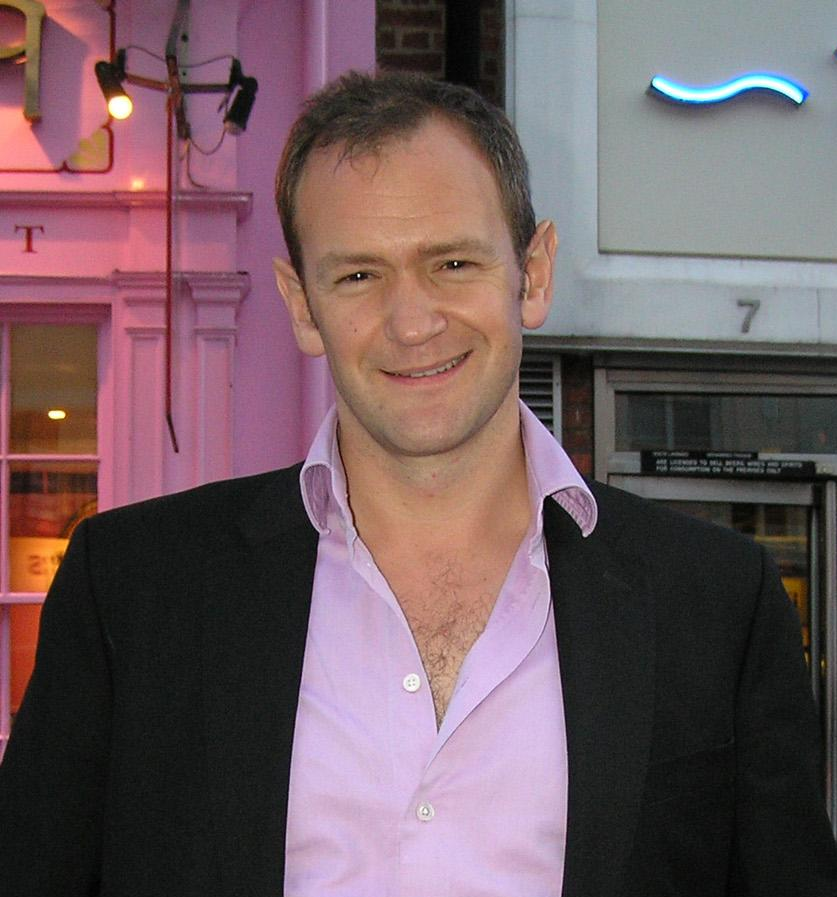
Alexander Armstrong
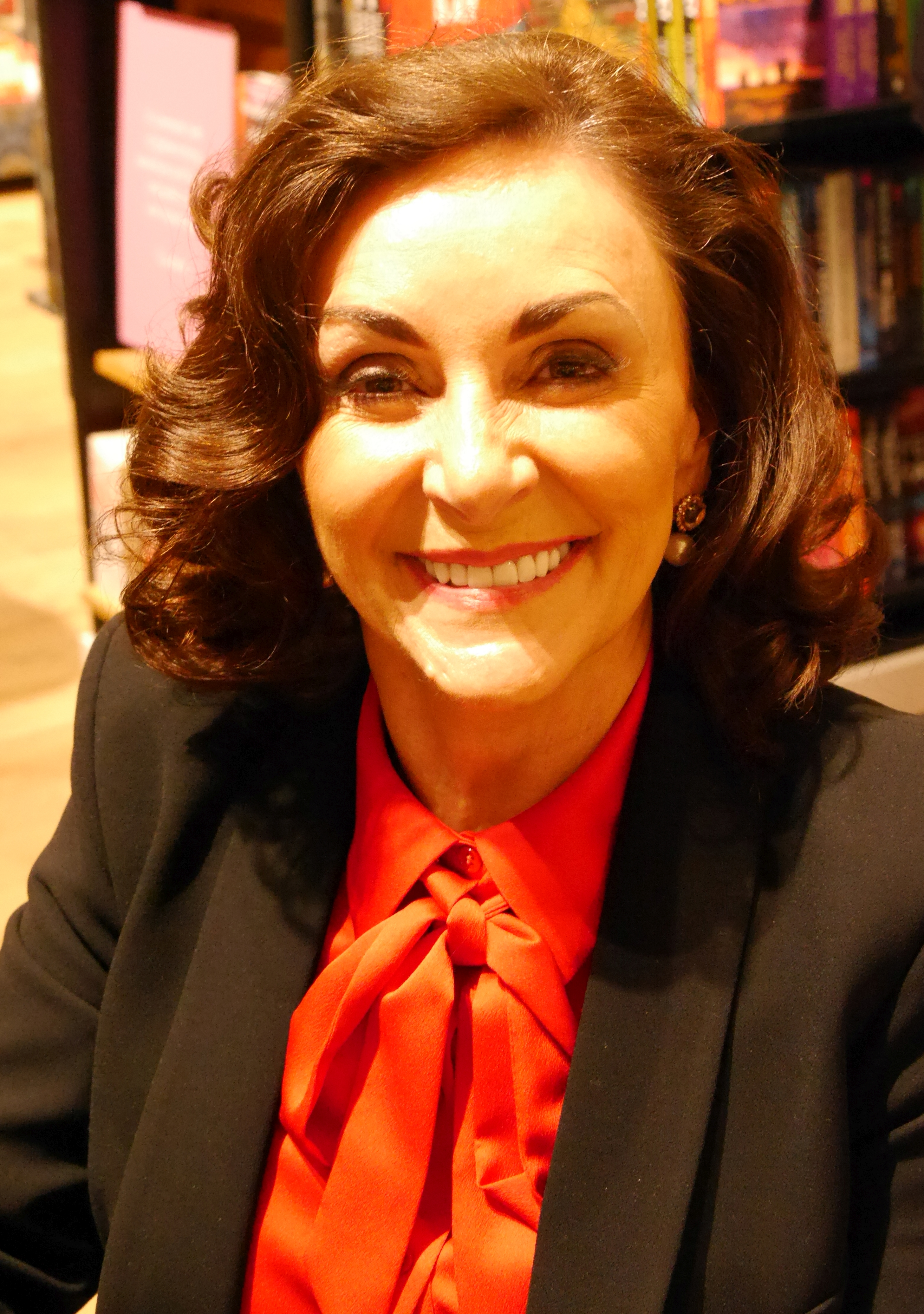
Shirley Ballas
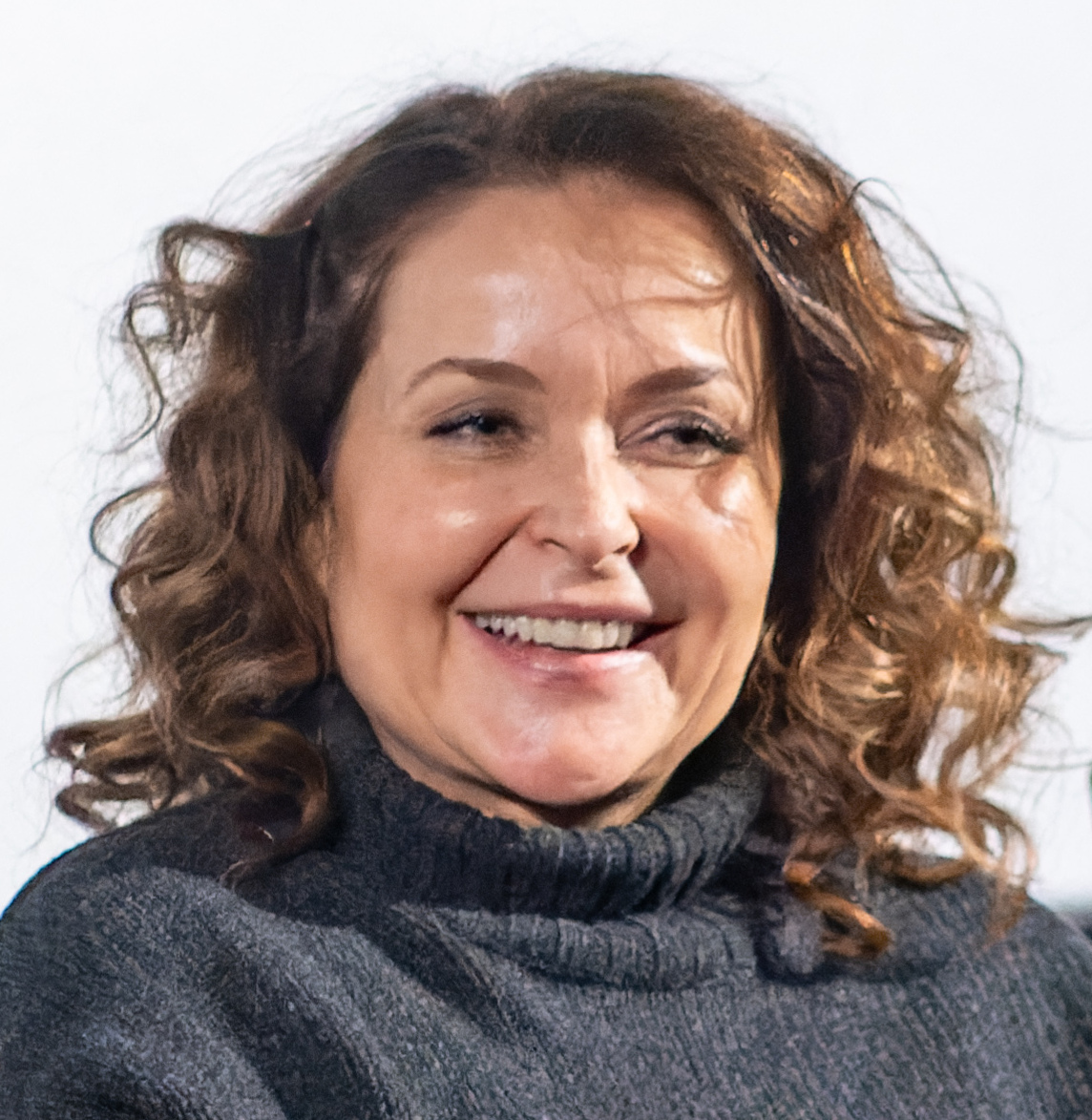
Julia Sawalha
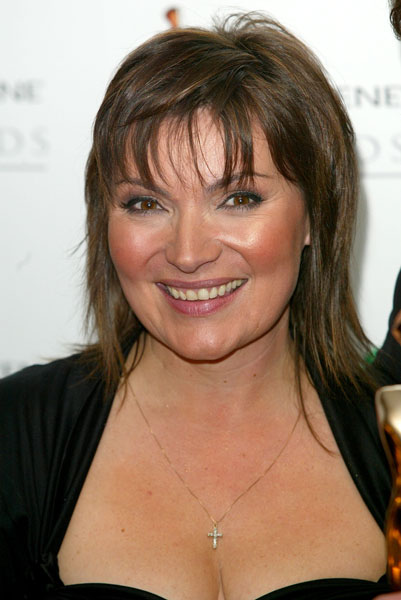
Lorraine Kelly
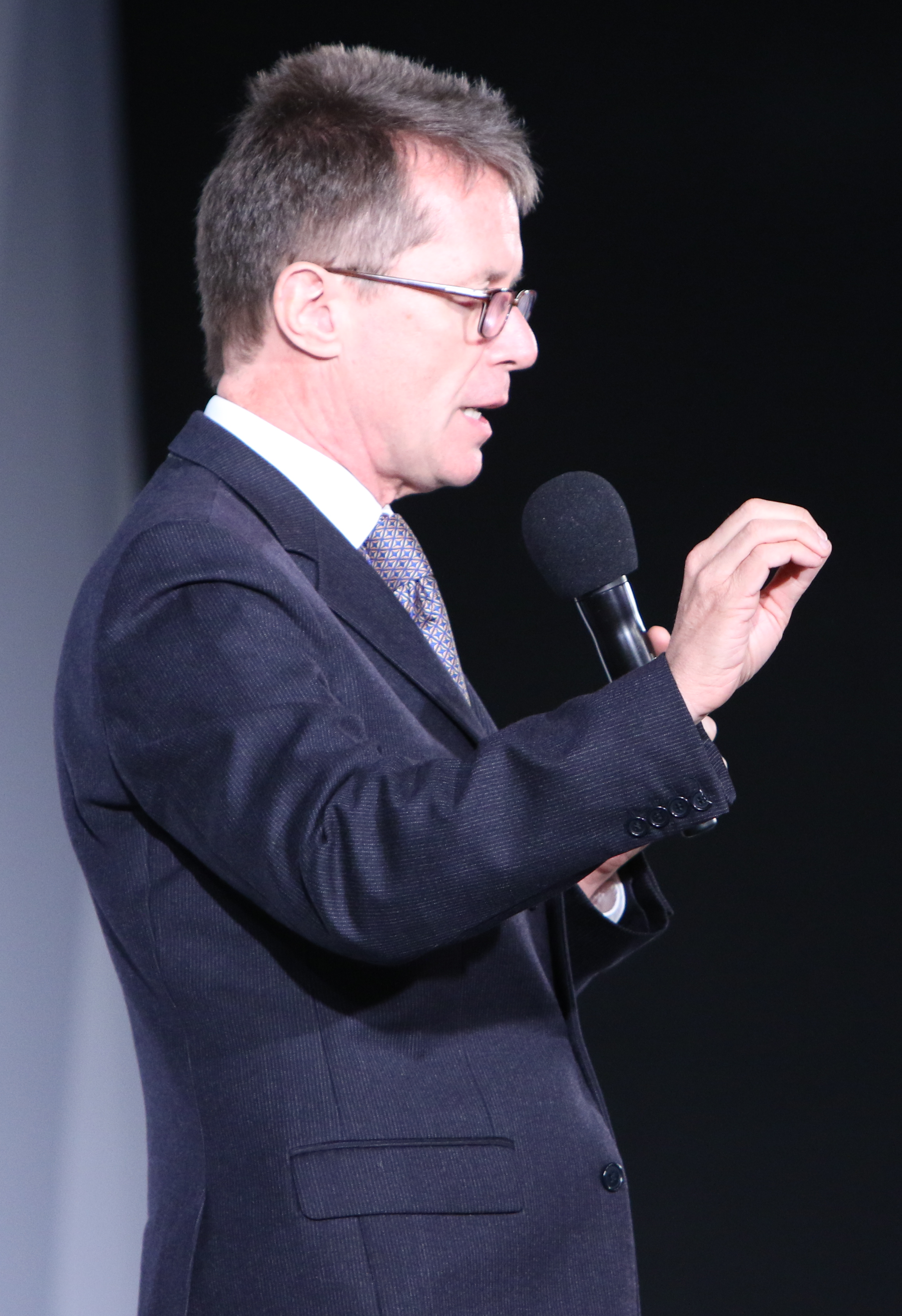
Nicky Campbell
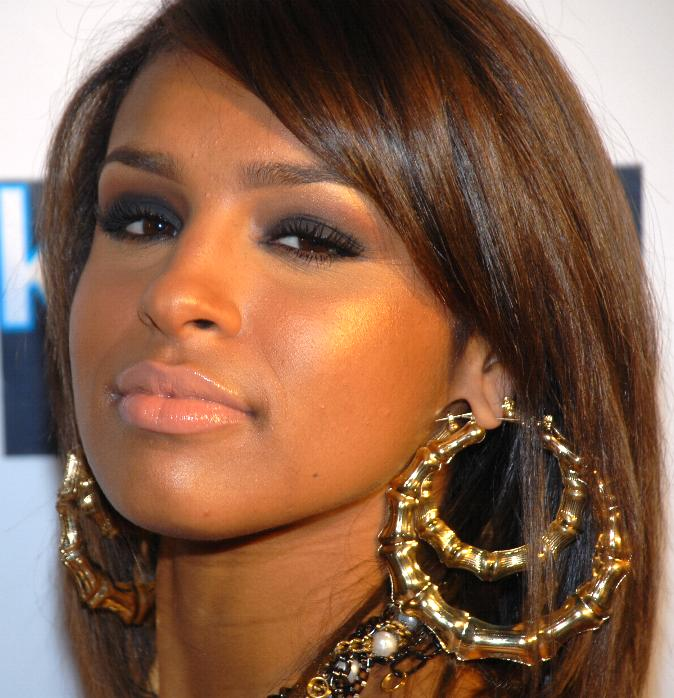
Melody Thornton
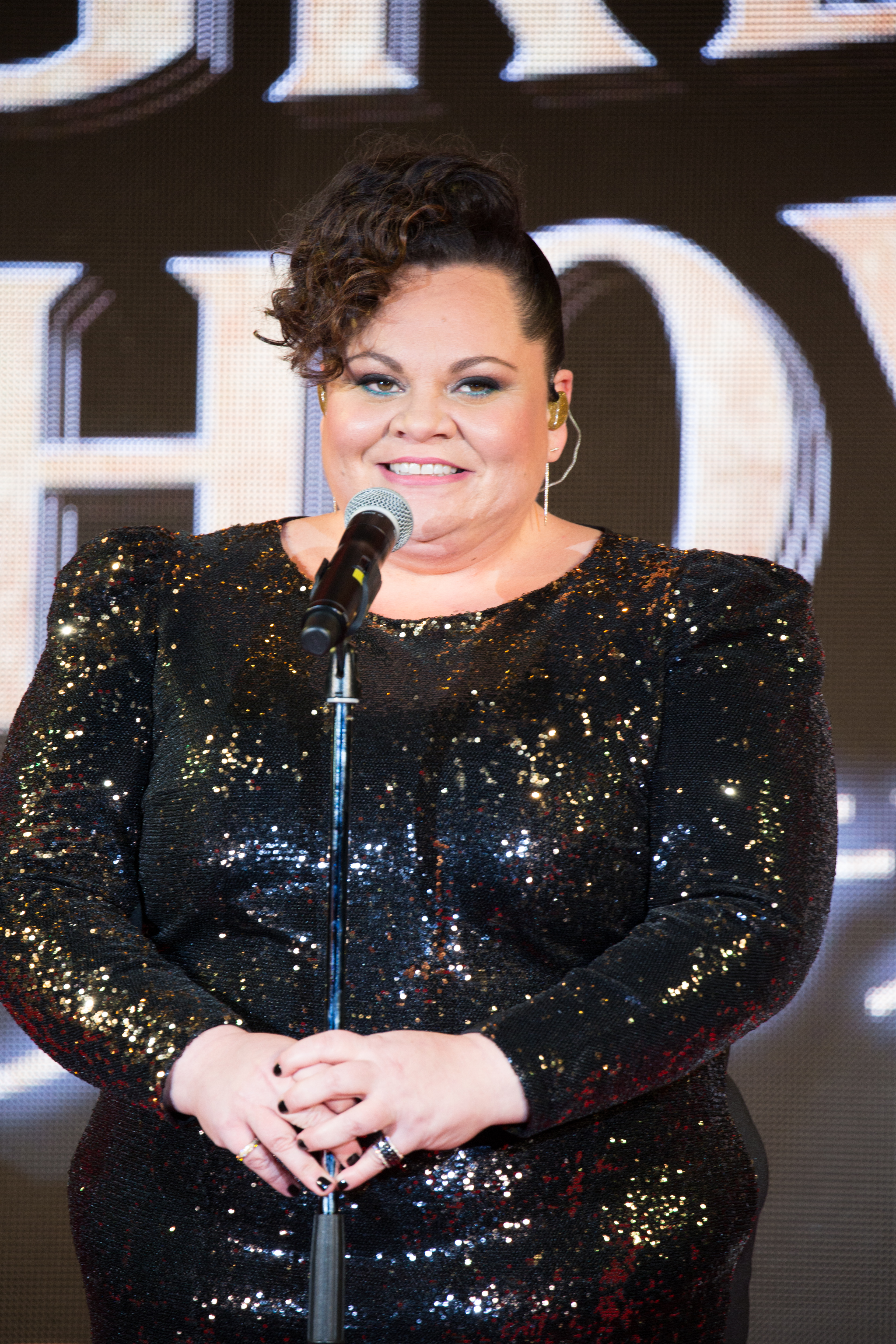
Keala Settle
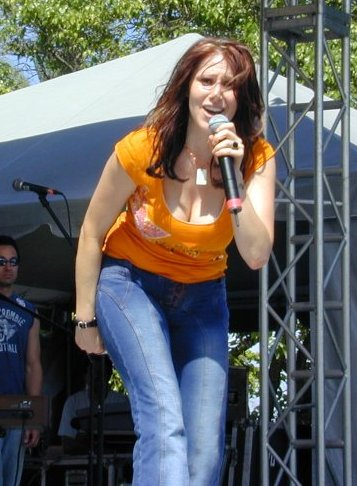
Tiffany
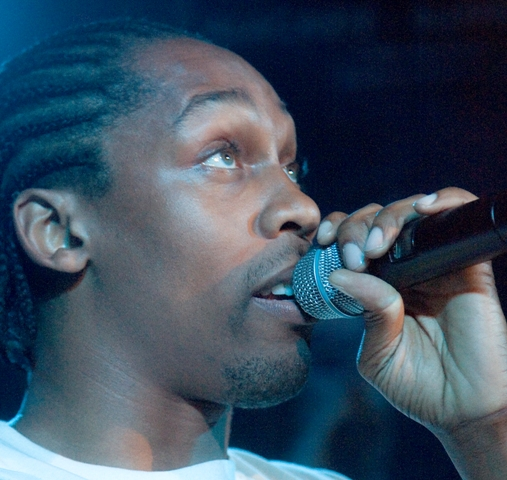
Lemar
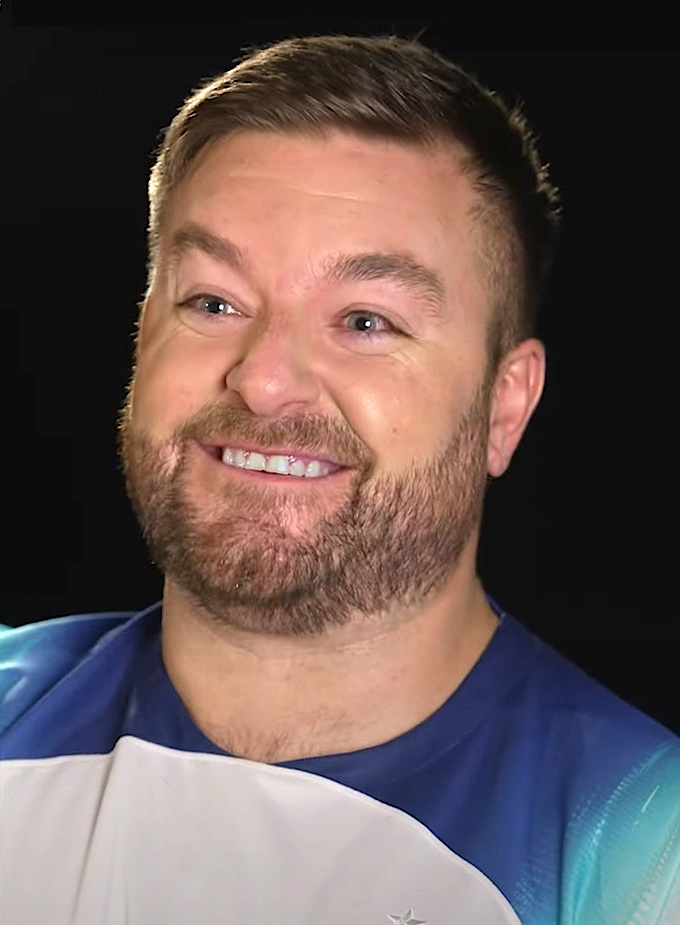
Alex Brooker
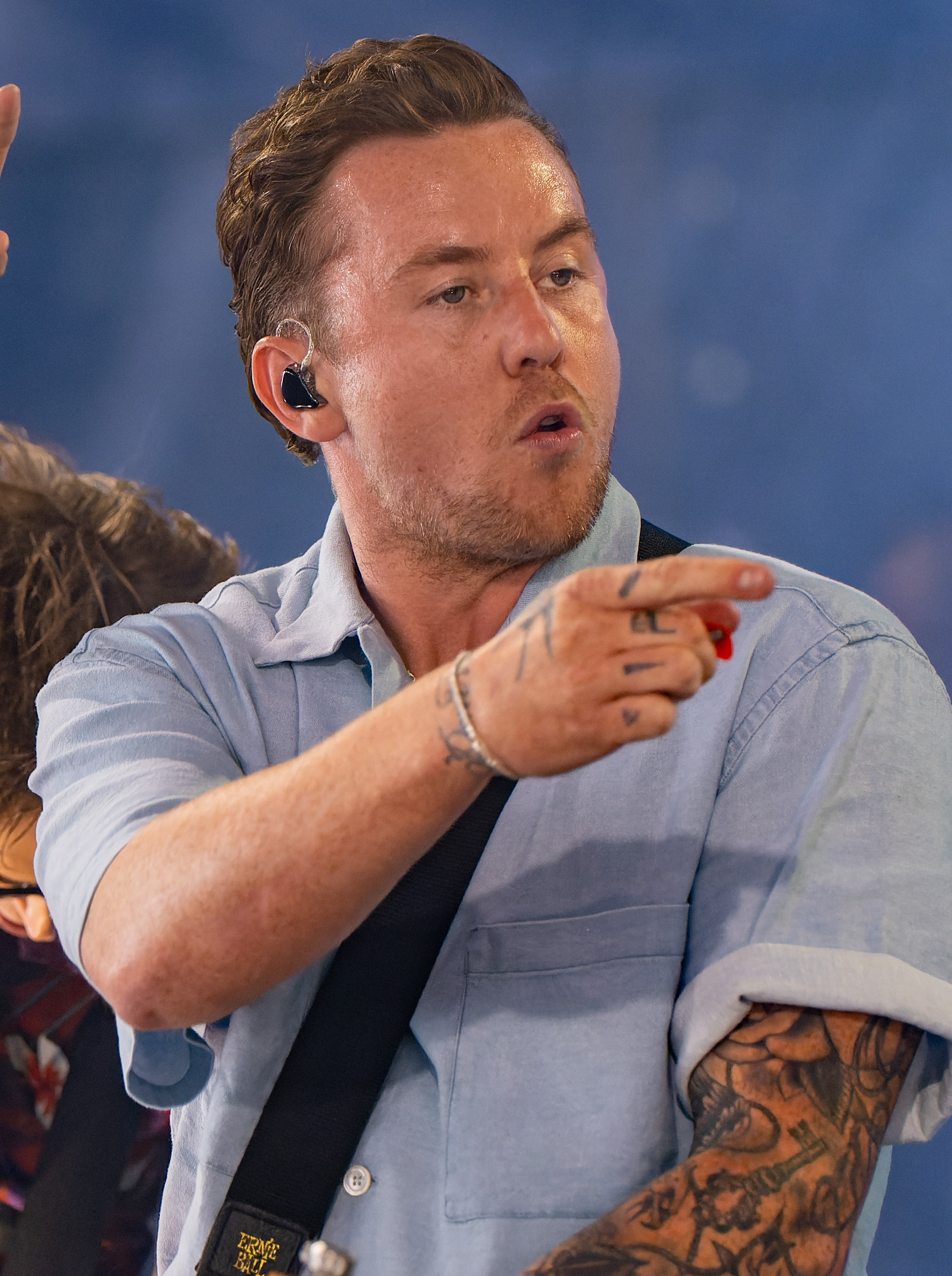
Danny Jones

### Saison 6
Cette sixième saison débutera 4 janvier 2025 sur ITV. Pour cette saison, l'animatrice Maya Jama remplace Rita Ora, devenue panéliste permanente de la version américaine de l'émission.
| Poisson-globe        | Samantha Barks    | Chanteuse et actrice dont Les Misérables                |  |  |  |  |  |  |  |  |  |  |  |  |  |  |  |  |
| Crabe habillé        | Gregory Porter    | Chanteur                                                |  |  |  |  |  |  |  |  |  |  |  |  |  |  |  |  |
| Loup                 | Marti Pellow      | Chanteur, ancien membre de Wet Wet Wet                  |  |  |  |  |  |  |  |  |  |  |  |  |  |  |  |  |
| Buisson              | Natalie Cassidy   | Actrice dont EastEnders                                 |  |  |  |  |  |  |  |  |  |  |  |  |  |  |  |  |
| Ours                 | Example           | Chanteur                                                |  |  |  |  |  |  |  |  |  |  |  |  |  |  |  |  |
| Escargot             | Andrea Corr       | Chanteuse, membre du groupe The Corrs                   |  |  |  |  |  |  |  |  |  |  |  |  |  |  |  |  |
| Martin pêcheur       | Sir Grayson Perry | Artiste plasticien et animateur                         |  |  |  |  |  |  |  |  |  |  |  |  |  |  |  |  |
| Dentier              | Mel Giedroyck     | Actrice et animatrice                                   |  |  |  |  |  |  |  |  |  |  |  |  |  |  |  |  |
| Tatouage             | Carol Decker      | Chanteuse, leader du groupe T'Pau                       |  |  |  |  |  |  |  |  |  |  |  |  |  |  |  |  |
| Crapaud dans le trou | Macy Gray         | Chanteuse                                               |  |  |  |  |  |  |  |  |  |  |  |  |  |  |  |  |
| Pégase               | Dame Prue Leith   | Cheffe cuisinier et jurée de The Great British Bake Off |  |  |  |  |  |  |  |  |  |  |  |  |  |  |  |  |
| Spaghetti            | Kate Garraway     | Animatrice de télévision                                |  |  |  |  |  |  |  |  |  |  |  |  |  |  |  |  |
| Joe géant            | Sir Mo Farah      | Quadruple champion olympique de course de fond          |  |  |  |  |  |  |  |  |  |  |  |  |  |  |  |  |

- Macy Gray a déjà participé en 2021 à la troisième saison de la version australienne de l'émission, déguisée en atlante, et en 2023 à la dixième saison de la version américaine, déguisée en reine des mers.

Célébrités de la saison 6
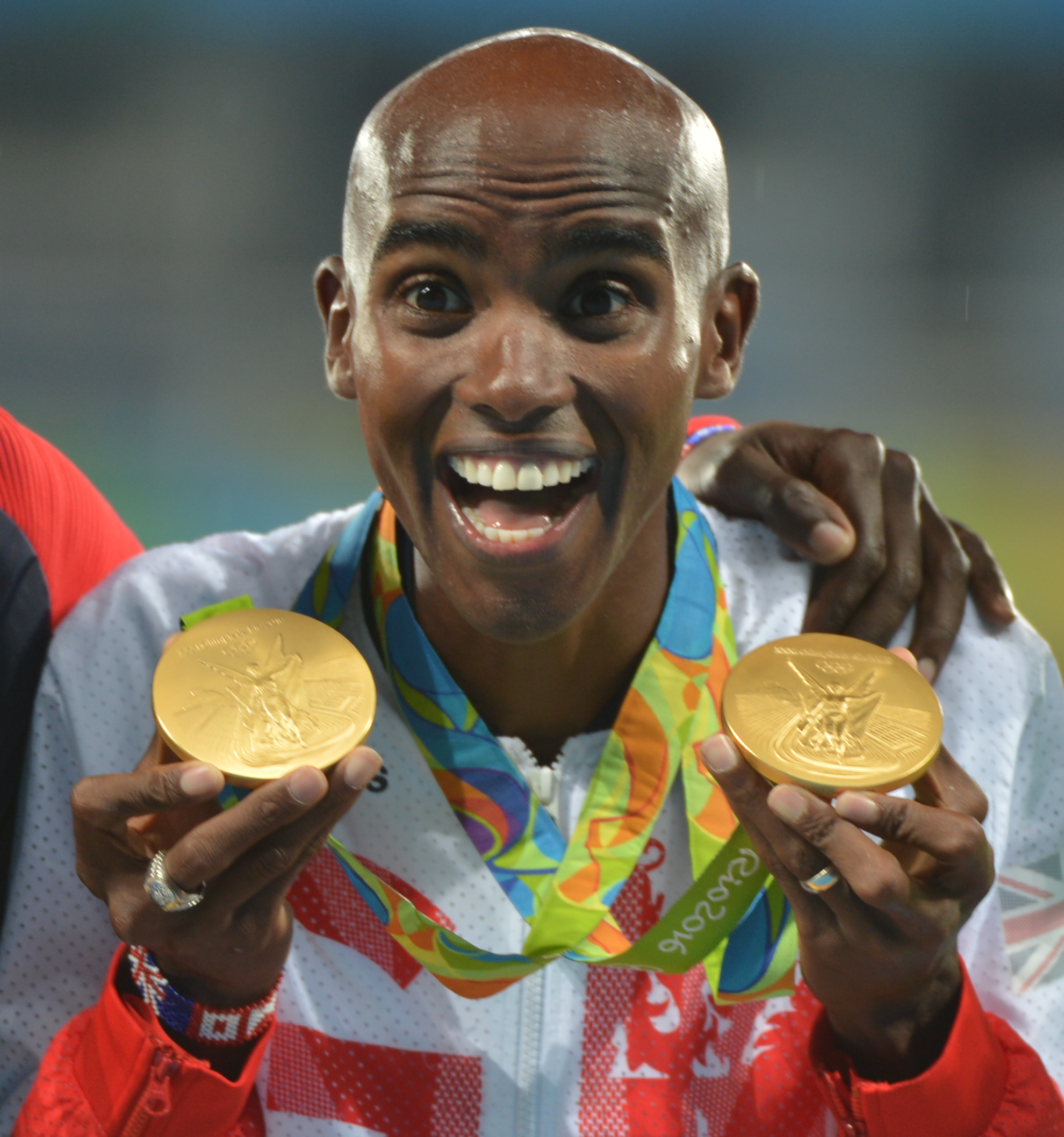
Sir Mo Farah
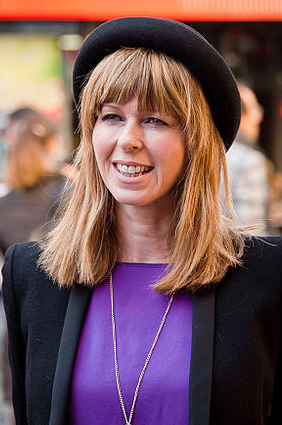
Kate Garraway
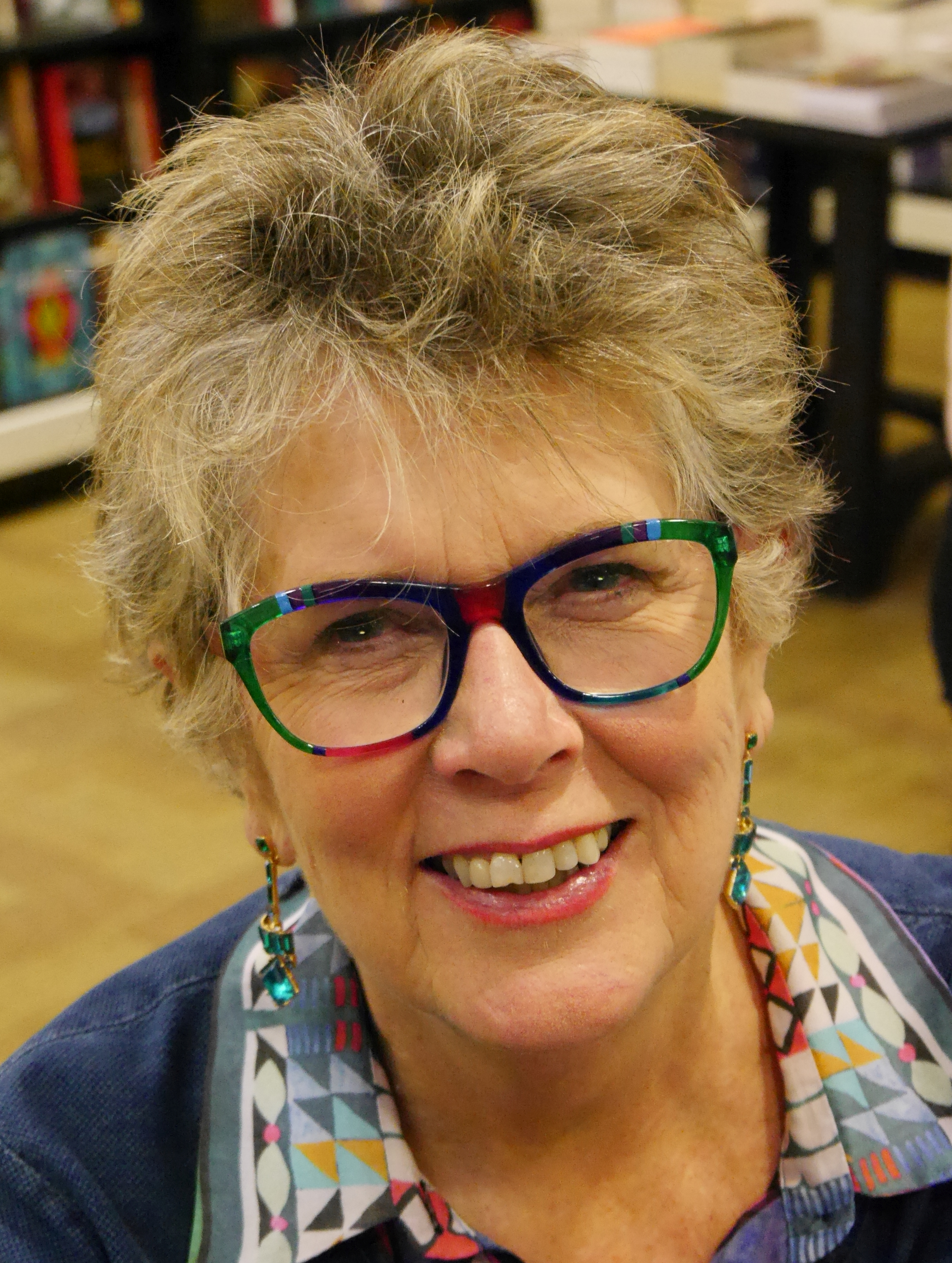
Dame Prue Leith
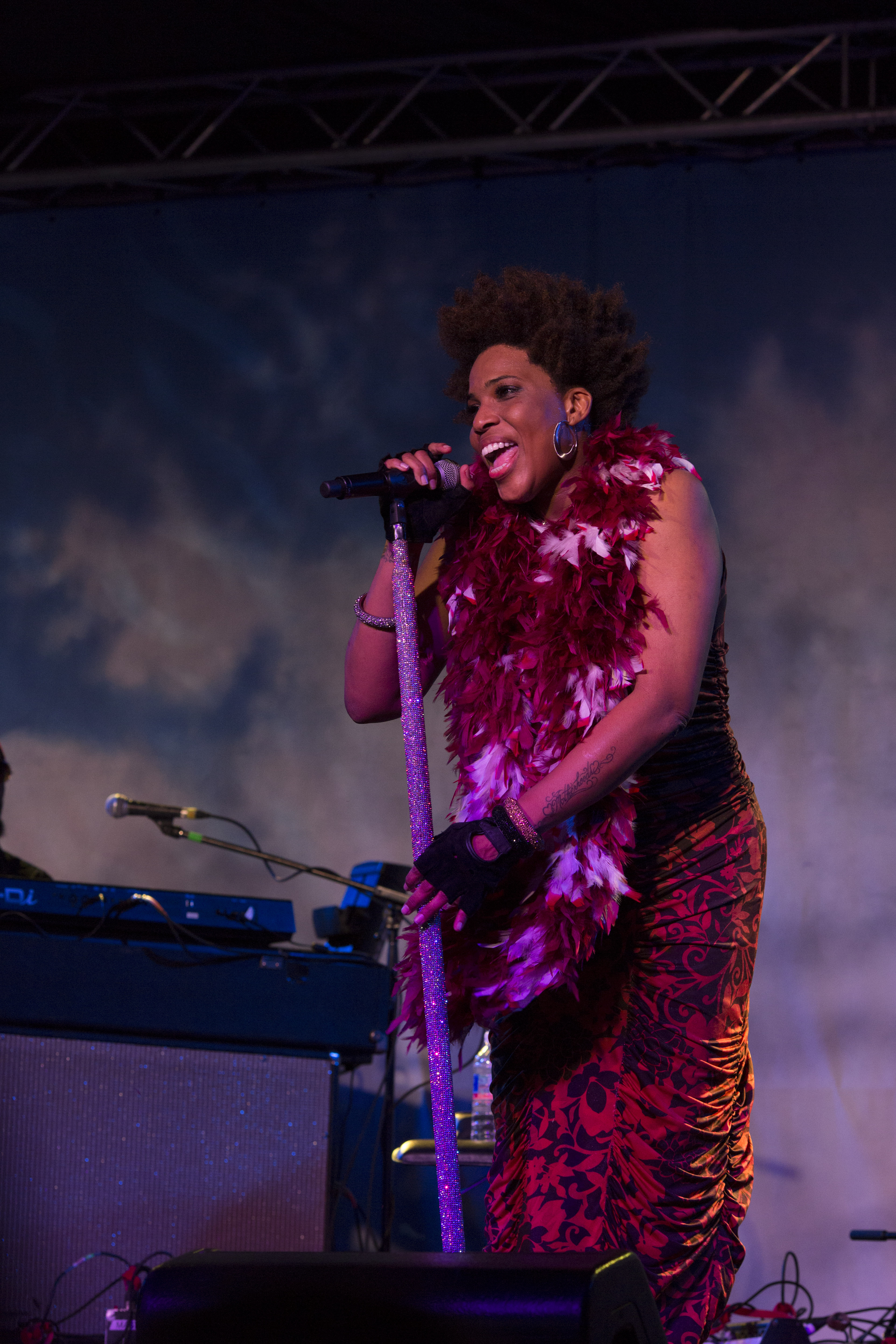
Macy Gray
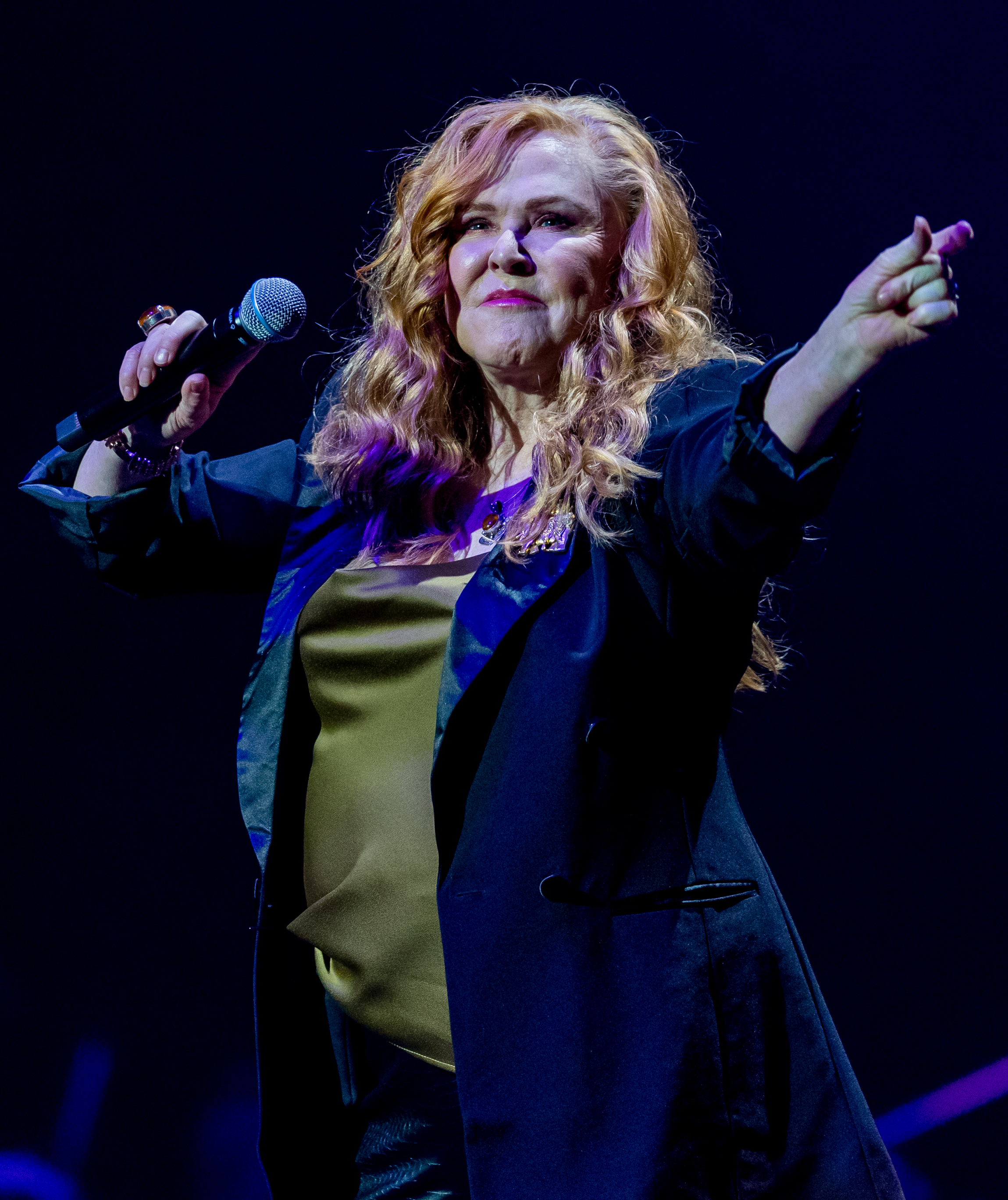
Carol Decker
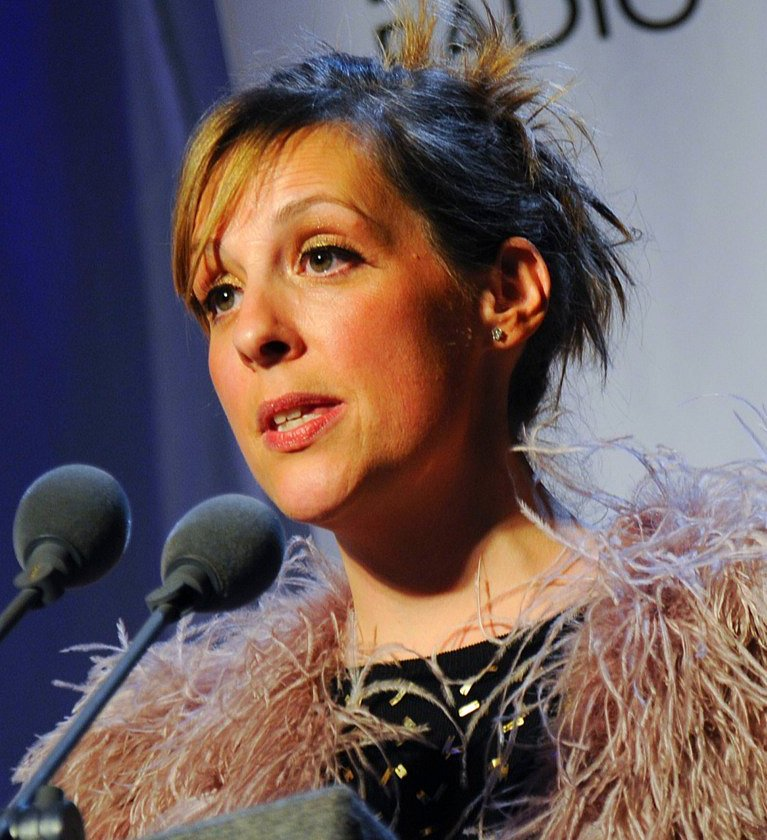
Mel Giedroyc
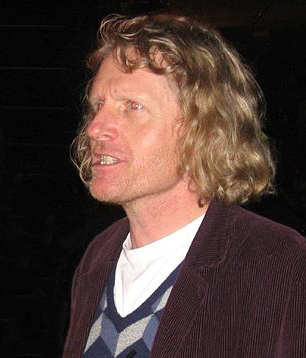
Sir Grayson Perry
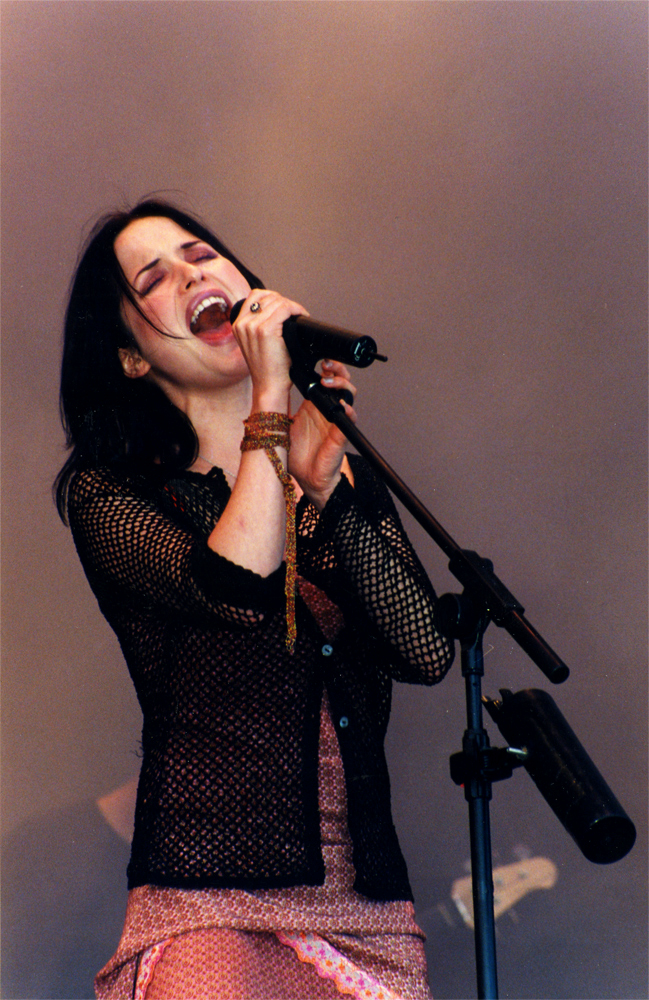
Andrea Corr
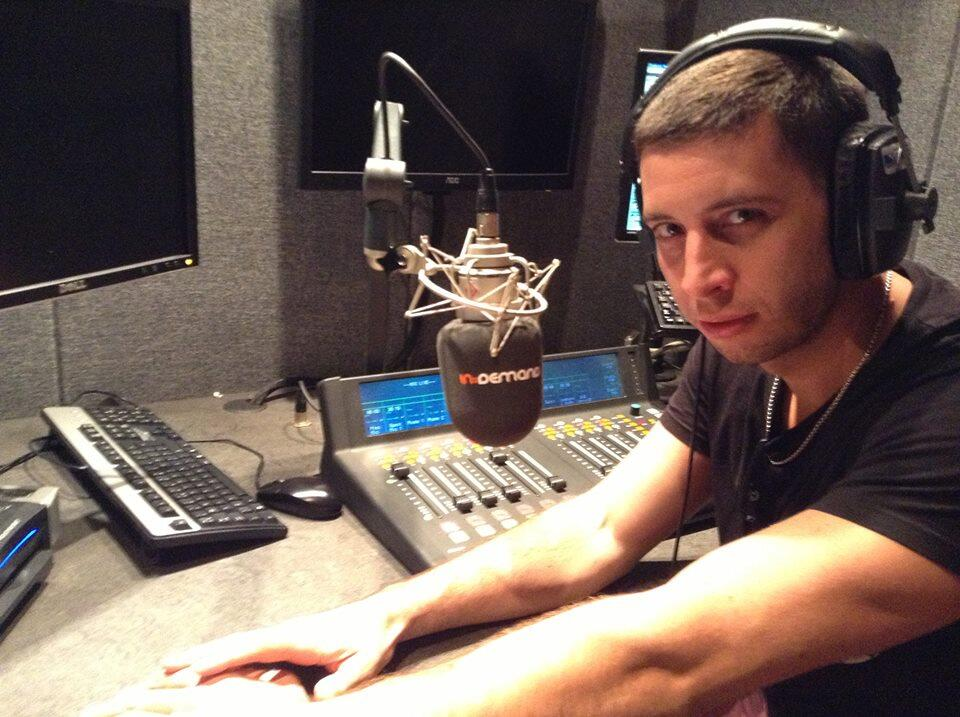
Example
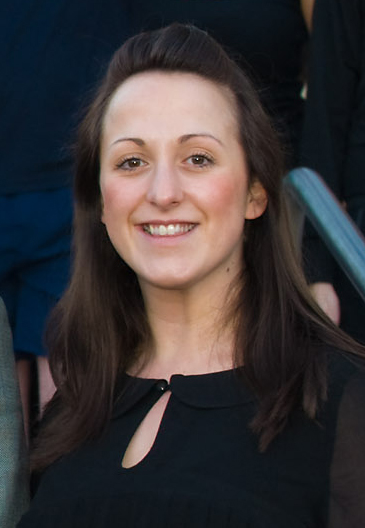
Natalie Cassidy
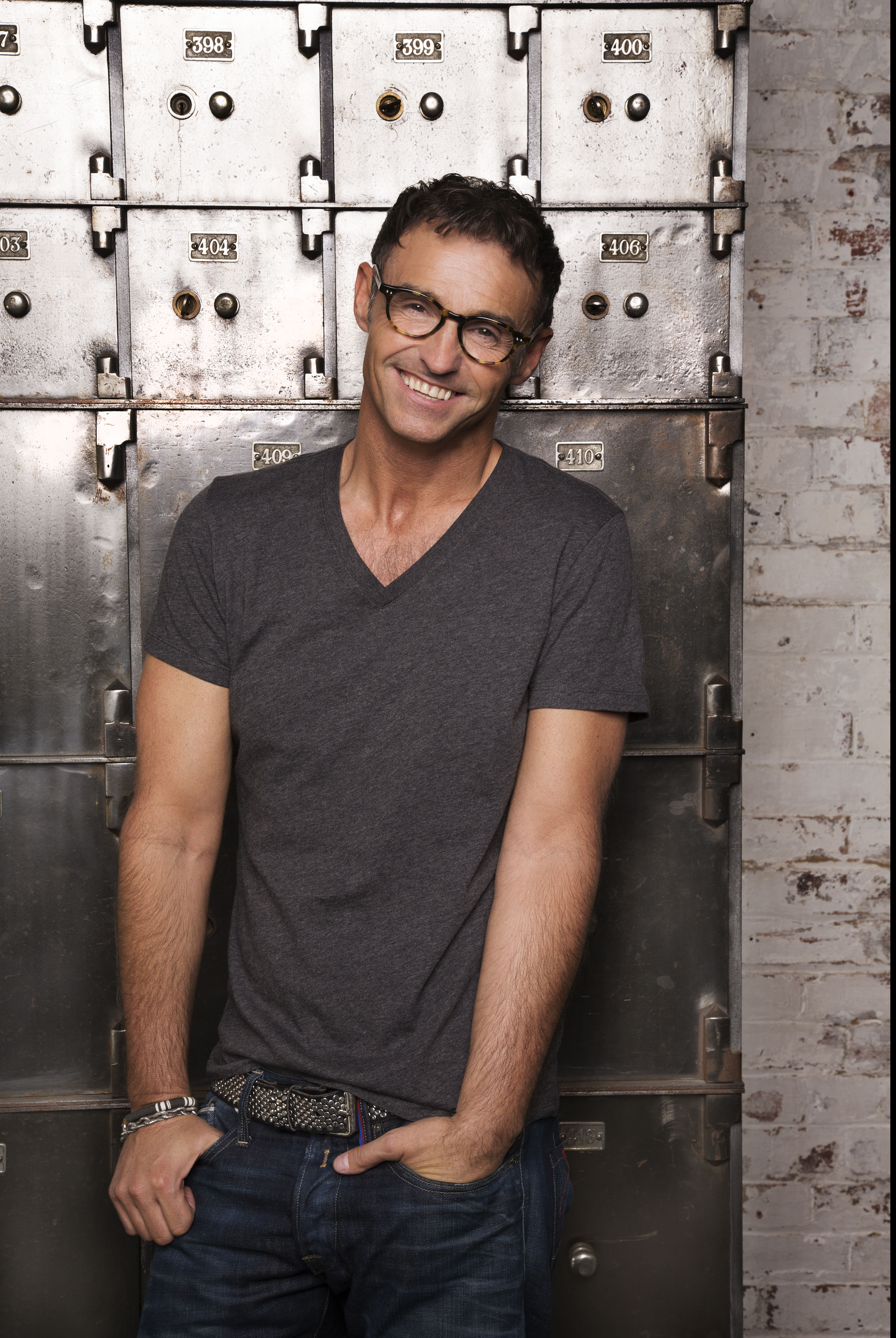
Marti Pellow
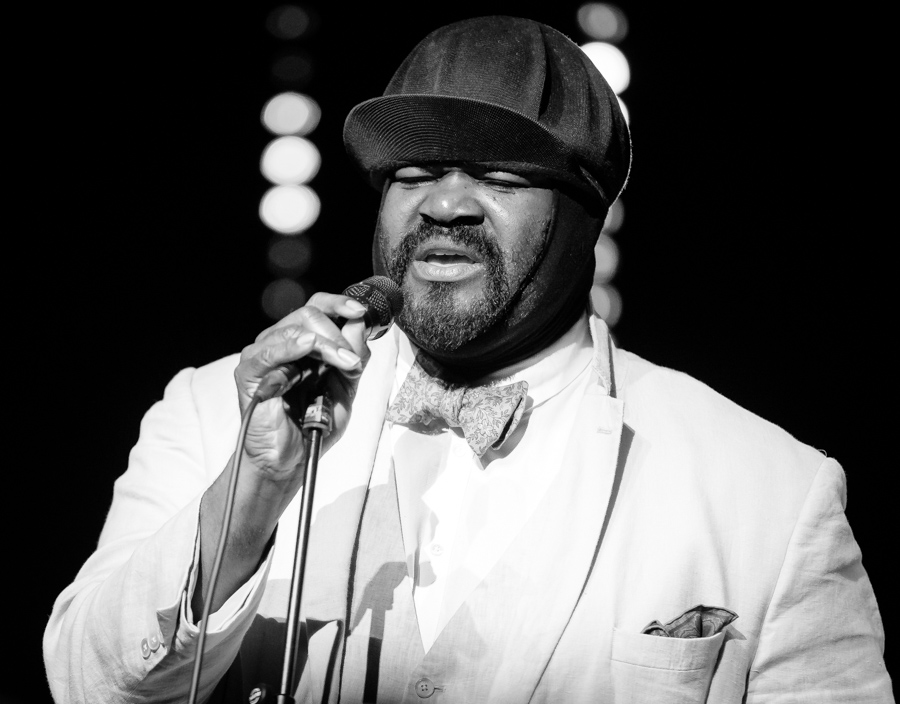
Gregory Porter
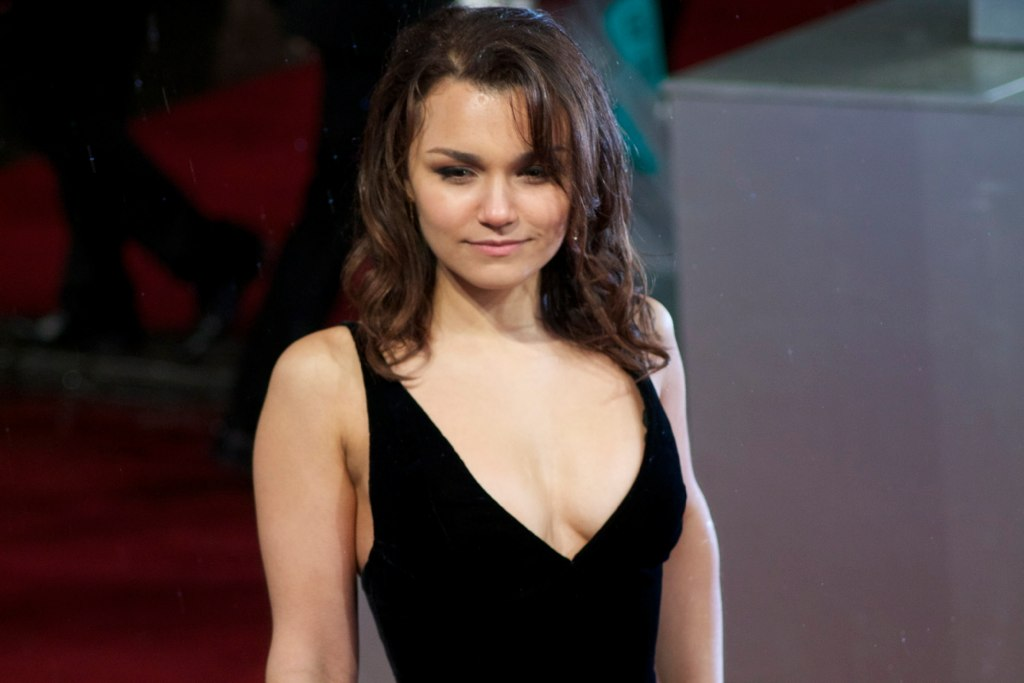
Samantha Barks

## The Masked Singer: spécialesI'm a Celebrity...Get Me Out of Here!
Depuis 2022, le soir de la première de chaque de saison de l'émission I'm a Celebrity...Get Me Out of Here!, une émission spéciale de The Masked Singer est diffusée juste avant l'émission d'aventures. Quatre candidats, qui ont pour point commun d'avoir été d'anciens participants et participantes de I'm a celeb', habillés de costumes qui rappellent les épreuves de l'émission ou la jungle, s'affrontent en chanson.

### Émission 1: 2022
| Costume   | Célébrité      | Profession               | Saison de I'm a celeb'... | Classement        |
| --------- | -------------- | ------------------------ | ------------------------- | ----------------- |
| Koala     | Vernon Kay     | Animateur de télévision  | Saison 20                 | Vainqueur         |
| Kangourou | Sinitta        | Chanteuse                | Saison 11                 | Seconde           |
| Cafard    | Russell Watson | Chanteur ténor           | Saison 20                 | Troisième ex æquo |
| Larve     | Alison Hammond | Animatrice de télévision | Saison 10                 | Troisième ex æquo |

### Émission 2: 2023
| Costume      | Célébrité        | Profession                      | Saison de I'm a celeb'... | Classement        |
| ------------ | ---------------- | ------------------------------- | ------------------------- | ----------------- |
| Toilettes    | Joe Pasquale     | Acteur                          | Saison 4                  | Vainqueur         |
| Dragon barbu | Myleene Klass    | Chanteuse et animatrice         | Saison 6                  | Seconde           |
| Wombat       | Andy Whyment     | Acteur dont Coronation Street   | Saison 19                 | Troisième ex æquo |
| Araignée     | Linford Christie | Champion olympique d'ahtlétisme | Saison 10                 | Troisième ex æquo |

## The Masked Singer: spéciale Noël
En 2023, une émission spéciale a été diffusée à l'occasion des fêtes de fin d'année. Quatre concurrents, déguisés en figures rappelant Noël, se sont affrontés en chanson.

### Émission 1: 2023
| Costume     | Célébrité         | Profession                                | Classement        |
| ----------- | ----------------- | ----------------------------------------- | ----------------- |
| Perdrix     | Ainsley Harriott  | Chef cuisinier et animateur de télévision | Vainqueur         |
| Renne       | Carol Vorderman   | Animatrice de télévision dont Countdown   | Seconde           |
| Décorations | Julian Clary      | Acteur                                    | Troisième ex æquo |
| Chou        | Sir Tony Robinson | Acteur et animateur de télévision         | Troisième ex æquo |

### Émission 2: 2024
Pour cette seconde édition de la spéciale Noël, diffusée le 26 décembre 2024, le jury était composé de Mo Gilligan, Jonathan Ross, Jennifer Saunders et Dawn French.
| Costume           | Célébrité     | Profession                                                 | Classement        |
| ----------------- | ------------- | ---------------------------------------------------------- | ----------------- |
| Casse-noisette    | Holly Johnson | Chanteur du groupe Frankie Goes to Hollywood               | Vainqueur         |
| Etoile de Noël    | Davina McCall | Animatrice de télévision et panéliste de The Masked Singer | Seconde           |
| Dinde de Noël     | Motsi Mabuse  | Danseuse et juge de Strictly Come Dancing                  | Troisième ex æquo |
| Friandise de Noël | Josie Gibson  | Animatrice de télévision                                   | Troisième ex æquo |

## Liste des épisodes

### Saison 1 (2020)
Épisode 1
- Diffusion : 4 janvier 2020.

| Ordre | Masque             | Chanson - Artiste                                | Résultat du challenge  | Célébrité    |
| ----- | ------------------ | ------------------------------------------------ | ---------------------- | ------------ |
| 1     | Reine des abeilles | Alive - Sia                                      | Duel remporté          | Non-dévoilée |
| 2     | Canard             | Like a Virgin - Madonna                          | Sauvé par les juges    | Non-dévoilée |
|       |                    |                                                  |                        |              |
| 3     | Licorne            | Babooshka - Kate Bush                            | Duel remporté          | Non-dévoilée |
| 4     | Papillon           | You Got the Love - The Source feat. Candi Staton | Éliminée par les juges | Patsy Palmer |
|       |                    |                                                  |                        |              |
| 5     | Caméléon           | Creep - Radiohead                                | Sauvé par les juges    | Non-dévoilée |
| 6     | Hérisson           | Black Magic - Little Mix                         | Duel remporté          | Non-dévoilée |

Épisode 2
- Diffusion : 5 janvier 2020.

| Ordre | Masque     | Chanson - Artiste                   | Résultat du challenge | Célébrité    |
| ----- | ---------- | ----------------------------------- | --------------------- | ------------ |
| 1     | Monstre    | Happy - Pharrell Williams           | Sauvé par les juges   | Non-dévoilée |
| 2     | Renard     | Call Me - Blondie                   | Duel remporté         | Non-dévoilée |
|       |            |                                     |                       |              |
| 3     | Arbre      | It Must Be Love - Madness           | Duel remporté         | Non-dévoilée |
| 4     | Pharaon    | Walk Like an Egyptian - The Bangles | Éliminé par les juges | Alan Johnson |
|       |            |                                     |                       |              |
| 5     | Pieuvre    | Part of Your World - Jodi Benson.   | Duel remporté         | Non-dévoilée |
| 6     | Pâquerette | Can't Feel My Face - The Weeknd     | Sauvé par les juges   | Non-dévoilée |

Épisode 3
- Diffusion : 11 janvier 2020.

| Ordre         | Masque             | Chanson - Artiste                 | Résultat du challenge | Célébrité      |
| ------------- | ------------------ | --------------------------------- | --------------------- | -------------- |
| 1             | Licorne            | Juice - Lizzo                     | Sauvé                 | Non-dévoilée   |
| 2             | Canard             | Livin' on a Prayer - Bon Jovi     | En danger             | Non-dévoilée   |
| 3             | Reine des abeilles | Someone You Loved - Lewis Capaldi | Sauvé                 | Non-dévoilée   |
| 4             | Hérisson           | Shine - Take That                 | Sauvé                 | Non-dévoilée   |
| 5             | Caméléon           | Feel it Steel - Portugal. The Man | En danger             | Justin Hawkins |
| Confrontation |                    |                                   |                       |                |
| 1             | Canard             | Ave Maria - Franz Schubert        | Sauvé                 | Non-dévoilée   |
| 2             | Caméléon           | True Colors - Cyndi Lauper        | Éliminé               | Justin Hawkins |

Épisode 4
- Diffusion : 18 janvier 2020.

| Ordre         | Masque     | Chanson - Artiste                          | Résultat du challenge | Célébrité        |
| ------------- | ---------- | ------------------------------------------ | --------------------- | ---------------- |
| 1             | Pieuvre    | Splish Splash - Bobby Darin                | En danger             | Non-dévoilée     |
| 2             | Arbre      | Lovely Day - Bill Withers                  | En danger             | Teddy Sheringham |
| 3             | Pâquerette | I Can't Make You Love Me - Bonnie Raitt    | Sauvé                 | Non-dévoilée     |
| 4             | Monstre    | Can't Help Falling in Love - Elvis Presley | Sauvé                 | Non-dévoilée     |
| 5             | Renard     | On the Radio - Donna Summer                | Sauvé                 | Non-dévoilée     |
| Confrontation |            |                                            |                       |                  |
| 1             | Pieuvre    | One Last Time - Ariana Grande              | Sauvé                 | Non-dévoilée     |
| 2             | Arbre      | Evergreen - Westlife                       | Éliminé               | Teddy Sheringham |

Épisode 5
- Diffusion : 25 janvier 2020.

| Ordre | Masque             | Chanson - Artiste                     | Résultat du challenge | Célébrité    |
| ----- | ------------------ | ------------------------------------- | --------------------- | ------------ |
| 1     | Monstre            | Don't Cha - The Pussycat Dolls        | En danger             | Non-dévoilée |
| 2     | Renard             | On My Own - Les Misérables            | Sauvé                 | Non-dévoilée |
| 3     | Pâquerette         | Unforgettable - Natalie Cole          | Éliminée              | Kelis        |
| 4     | Reine des abeilles | Girl on Fire - Alicia Keys            | Sauvé                 | Non-dévoilée |
| 5     | Pieuvre            | Diamonds are Forever - Shirley Bassey | Sauvé                 | Non-dévoilée |
| 6     | Licorne            | Sharp Dressed Man - ZZ Top            | Sauvé                 | Non-dévoilée |
| 7     | Hérisson           | Don't Look Back in Anger - Oasis      | Sauvé                 | Non-dévoilée |
| 8     | Canard             | Blinded by your Grace, pt.2 - Stormzy | Sauvé                 | Non-dévoilée |

Épisode 6
- Diffusion : 1er février 2020.

| Ordre | Masque             | Chanson - Artiste                                          | Résultat du challenge | Célébrité    |
| ----- | ------------------ | ---------------------------------------------------------- | --------------------- | ------------ |
| 1     | Renard             | Firework - Katy Perry                                      | En danger             | Non-dévoilée |
| 2     | Canard             | My Heart Will Go On - Céline Dion                          | Éliminée              | Skin         |
| 3     | Licorne            | Girls & Boys - Blur                                        | Éliminé               | Jake Shears  |
| 4     | Reine des abeilles | Heaven - DJ Sammy                                          | Sauvé                 | Non-dévoilée |
| 5     | Monstre            | Human - Rag'n'Bone Man                                     | Sauvé                 | Non-dévoilée |
| 6     | Hérisson           | I'd Do Anything for Love (But I Won't Do That) - Meat Loaf | Sauvé                 | Non-dévoilée |
| 7     | Pieuvre            | I'll Never Love Again - Lady Gaga et Bradley Cooper        | Sauvé                 | Non-dévoilée |

Épisode 7
- Diffusion : 8 février 2020.

| Ordre | Masque             | Chanson - Artiste                            | Résultat du challenge | Célébrité        |
| ----- | ------------------ | -------------------------------------------- | --------------------- | ---------------- |
| 1     | Hérisson           | Chandelier - Sia                             | Sauvé                 | Non-dévoilée     |
| 2     | Pieuvre            | Somewhere - Barbra Streisand                 | Sauvé                 | Non-dévoilée     |
| 3     | Renard             | Holding Out for a Hero - Bonnie Tyler        | Éliminée              | Denise Van Outen |
| 4     | Reine des abeilles | The Greatest Love of All - Whitney Houston   | Sauvé                 | Non-dévoilée     |
| 5     | Monstre            | Do You Really Want to Hurt Me - Culture Club | Sauvé                 | Non-dévoilée     |

| Ordre | Masque             | Chanson - Artiste                 | Résultat du challenge | Célébrité    |
| ----- | ------------------ | --------------------------------- | --------------------- | ------------ |
| 1     | Hérisson           | My Way - Frank Sinatra            | Sauvé                 | Non-dévoilée |
| 2     | Pieuvre            | Vogue - Madonna                   | Sauvé                 | Non-dévoilée |
| 3     | Reine des abeilles | Work It Out - Beyoncé             | Sauvé                 | Non-dévoilée |
| 4     | Monstre            | Careless Whisper - George Michael | Éliminé               | Cee Lo Green |

Épisode 8
- Diffusion : 15 février 2020.

| Ordre | Masque             | Chanson - Artiste                                  | Résultat du challenge | Célébrité         |
| ----- | ------------------ | -------------------------------------------------- | --------------------- | ----------------- |
| 1     | Hérisson           | Cry Me a River - Julie London                      | Sauvé                 | Non-dévoilée      |
| 2     | Pieuvre            | Supercalifragilisticexpialidocious - Julie Andrews | Troisième place       | Katherine Jenkins |
| 3     | Reine des abeilles | Somebody Else's Guy - Jocelyn Brown                | Sauvé                 | Non-dévoilée      |

| Ordre | Masque             | Chanson - Artiste                 | Résultat du challenge | Célébrité      |
| ----- | ------------------ | --------------------------------- | --------------------- | -------------- |
| 1     | Hérisson           | Black Magic - Little Mix          | Seconde place         | Jason Manford  |
| 2     | Reine des abeilles | Someone You Loved - Lewis Capaldi | Vainqueur             | Nicola Roberts |

### Saison 2 (2021)
Épisode 1
- Diffusion : 26 décembre 2020.

| Ordre | Masque         | Chanson - Artiste                           | Résultat du challenge  | Célébrité           |
| ----- | -------------- | ------------------------------------------- | ---------------------- | ------------------- |
| 1     | Rouge-gorge    | Can't Stop the Feeling! - Justin Timberlake | Duel remporté          | Non-dévoilée        |
| 2     | Extraterrestre | Don't Start Now - Dua Lipa                  | Éliminée par les juges | Sophie Ellis-Bextor |
|       |                |                                             |                        |                     |
| 3     | Cygne          | That Don't Impress Me Much - Shania Twain   | Sauvé par les juges    | Non-dévoilée        |
| 4     | Dragon         | You've Got a Friend in Me - from Toy Story  | Duel remporté          | Non-dévoilée        |
|       |                |                                             |                        |                     |
| 5     | Saucisse       | Skin - Rag'n'Bone Man                       | Duel remporté          | Non-dévoilée        |
| 6     | Blaireau       | Feeling Good - Nina Simone                  | Sauvé par les juges    | Non-dévoilée        |

Épisode 2
- Diffusion : 2 janvier 2021.

| Ordre | Masque             | Chanson - Artiste                            | Résultat du challenge  | Célébrité    |
| ----- | ------------------ | -------------------------------------------- | ---------------------- | ------------ |
| 1     | Arlequin           | Diamonds - Rihanna                           | Sauvé par les juges    | Non-dévoilée |
| 2     | Blob               | Uptown Funk - Bruno Mars                     | Duel remporté          | Non-dévoilée |
|       |                    |                                              |                        |              |
| 3     | Hippocampe         | Can't Get You Out Of My Head - Kylie Minogue | Éliminée par les juges | Mel B        |
| 4     | Viking             | Songbird - Fleetwood Mac                     | Duel remporté          | Non-dévoilée |
|       |                    |                                              |                        |              |
| 5     | Bushbaby           | Delilah - Tom Jones                          | Duel remporté          | Non-dévoilée |
| 6     | Grand-père horloge | Rock Around the Clock - Bill Haley           | Sauvé par les juges    | Non-dévoilée |

Épisode 3
- Diffusion : 9 janvier 2021.

| Ordre         | Masque      | Chanson - Artiste                                    | Résultat du challenge | Célébrité          |
| ------------- | ----------- | ---------------------------------------------------- | --------------------- | ------------------ |
| 1             | Saucisse    | And I Am Telling You I'm Not Going - Jennifer Hudson | En danger             | Non-dévoilée       |
| 2             | Rouge-gorge | Dance Monkey - Tones and I                           | Sauvé                 | Non-dévoilée       |
| 3             | Cygne       | I Am What I Am - Gloria Gaynor                       | En danger             | Martine McCutcheon |
| 4             | Blaireau    | I Don't Want to Miss a Thing - Aerosmith             | Sauvé                 | Non-dévoilée       |
| 5             | Dragon      | Reach - S Club 7                                     | Sauvé                 | Non-dévoilée       |
| Confrontation |             |                                                      |                       |                    |
| 1             | Saucisse    | Don't Let Go (Love) - En Vogue                       | Sauvé                 | Non-dévoilée       |
| 2             | Cygne       | Black Velvet - Alannah Myles                         | Éliminée              | Martine McCutcheon |

Épisode 4
- Diffusion : 16 janvier 2021.

| Ordre         | Masque             | Chanson - Artiste                           | Résultat du challenge | Célébrité    |
| ------------- | ------------------ | ------------------------------------------- | --------------------- | ------------ |
| 1             | Grand-père horloge | You Make Me Feel So Young - Ella Fitzgerald | En danger             | Glenn Hoddle |
| 2             | Arlequin           | Smile - Nat King Cole                       | Sauvé                 | Non-dévoilée |
| 3             | Bushbaby           | A Little Less Conversation - Elvis Presley  | Sauvé                 | Non-dévoilée |
| 4             | Viking             | Watermelon Sugar - Harry Styles             | En danger             | Non-dévoilée |
| 5             | Blob               | Word Up! - Cameo                            | Sauvé                 | Non-dévoilée |
| Confrontation |                    |                                             |                       |              |
| 1             | Grand-père horloge | Can't Smile Without You - The Carpenters    | Éliminé               | Glenn Hoddle |
| 2             | Viking             | Crazy - Seal                                | Sauvé                 | Non-dévoilée |

Épisode 5
- Diffusion : 23 janvier 2021.

| Ordre | Masque      | Chanson - Artiste                      | Résultat du challenge | Célébrité    |
| ----- | ----------- | -------------------------------------- | --------------------- | ------------ |
| 1     | Blob        | Hotel Room Service - Pitbull           | Sauvé                 | Non-dévoilée |
| 2     | Saucisse    | All Around the World - Lisa Stansfield | Sauvé                 | Non-dévoilée |
| 3     | Viking      | Take on Me - a-ha                      | Sauvé                 | Non-dévoilée |
| 4     | Blaireau    | Because of You - Kelly Clarkson        | Sauvé                 | Non-dévoilée |
| 5     | Bush Baby   | Release Me - Engelbert Humperdinck     | Éliminé               | John Thomson |
| 6     | Dragon      | All by Myself - Céline Dion            | En danger             | Non-dévoilée |
| 7     | Arlequin    | Fast Car - Tracy Chapman               | Sauvé                 | Non-dévoilée |
| 8     | Rouge-gorge | Rockin' Robin - Michael Jackson        | Sauvé                 | Non-dévoilée |

Épisode 6
- Diffusion : 30 janvier 2021.

| Ordre | Masque      | Chanson - Artiste                              | Résultat du challenge | Célébrité       |
| ----- | ----------- | ---------------------------------------------- | --------------------- | --------------- |
| 1     | Dragon      | The Shoop Shoop Song (It's in His Kiss) - Cher | En danger             | Non-dévoilée    |
| 2     | Arlequin    | Falling - Harry Styles                         | Sauvé                 | Non-dévoilée    |
| 3     | Blob        | Addicted to Love - Robert Palmer               | Éliminé               | Sir Lenny Henry |
| 4     | Rouge-gorge | Closer - Ne-Yo                                 | Sauvé                 | Non-dévoilée    |
| 5     | Blaireau    | Wrecking Ball - Miley Cyrus                    | Sauvé                 | Non-dévoilée    |
| 6     | Viking      | The Scientist - Coldplay                       | Éliminé               | Morten Harket   |
| 7     | Saucisse    | I Will Survive - Gloria Gaynor                 | Sauvé                 | Non-dévoilée    |

Épisode 7
- Diffusion : 6 février 2021.

| Ordre | Masque      | Chanson - Artiste                   | Résultat du challenge | Célébrité    |
| ----- | ----------- | ----------------------------------- | --------------------- | ------------ |
| 1     | Blaireau    | Grease - Frankie Valli              | Sauvé                 | Non-dévoilée |
| 2     | Arlequin    | Everything I Wanted - Billie Eilish | Sauvé                 | Non-dévoilée |
| 3     | Rouge-gorge | Thinking Out Loud - Ed Sheeran      | Sauvé                 | Non-dévoilée |
| 4     | Saucisse    | Good as Hell - Lizzo                | Sauvé                 | Non-dévoilée |
| 5     | Dragon      | Make You Feel My Love - Adele       | Éliminée              | Sue Perkins  |

| Ordre | Masque      | Chanson - Artiste                 | Résultat du challenge | Célébrité    |
| ----- | ----------- | --------------------------------- | --------------------- | ------------ |
| 1     | Blaireau    | Smells Like Teen Spirit - Nirvana | Sauvé                 | Non-dévoilée |
| 2     | Arlequin    | Sweet but Psycho - Ava Max        | Éliminée              | Gabrielle    |
| 3     | Rouge-gorge | Footloose - Kenny Loggins         | Sauvé                 | Non-dévoilée |
| 4     | Saucisse    | Rise Up - Andra Day               | Sauvé                 | Non-dévoilée |

Épisode 8
- Diffusion : 13 février 2021.

| Ordre | Masque      | Chanson - Artiste                             | Résultat du challenge | Célébrité       |
| ----- | ----------- | --------------------------------------------- | --------------------- | --------------- |
| 1     | Rouge-gorge | For Once in My Life - Stevie Wonder           | Troisième place       | Aston Merrygold |
| 2     | Blaireau    | Believer - Imagine Dragons                    | Sauvé                 | Non-dévoilée    |
| 3     | Saucisse    | I Wanna Dance with Somebody - Whitney Houston | Sauvé                 | Non-dévoilée    |

| Ordre | Masque   | Chanson - Artiste           | Résultat du challenge | Célébrité  |
| ----- | -------- | --------------------------- | --------------------- | ---------- |
| 1     | Blaireau | Wrecking Ball - Miley Cyrus | Deuxième place        | Ne-Yo      |
| 2     | Saucisse | Rise Up - Andra Day         | Vainqueur             | Joss Stone |